# Fra Filippo Lippi
Pour les articles homonymes, voir Lippi.
Fra Filippo Lippi, dit Fra Filippo del Carmine, né en 1406 à Florence et mort le 9 octobre 1469 à Spolète, est un peintre florentin de la Première Renaissance.
Il est, avec Fra Angelico et Domenico Veneziano, le principal peintre actif à Florence appartenant à la génération qui a suivi les traces de Masaccio. Après une première période d'étroite adhésion à ce maître, bien qu'enrichie d'idées issues de la vie réelle, comme dans les œuvres contemporaines de Donatello et Luca della Robbia, Lippi se tourne progressivement vers un spectre plus large d'influences, qui inclut la peinture flamande.
Son style se développe ensuite vers une prédominance du contour rythmique sur tous les autres éléments, avec des figures élancées, dans des poses raffinées et dynamiques, sur des fonds audacieusement raccourcis en profondeur. Son style, à l'époque laurentienne, prédomine dans la région de Florence, constituant la base sur laquelle des peintres, comme Botticelli, créeront leur propre style.

## Biographie

### Formation (1406-1437)

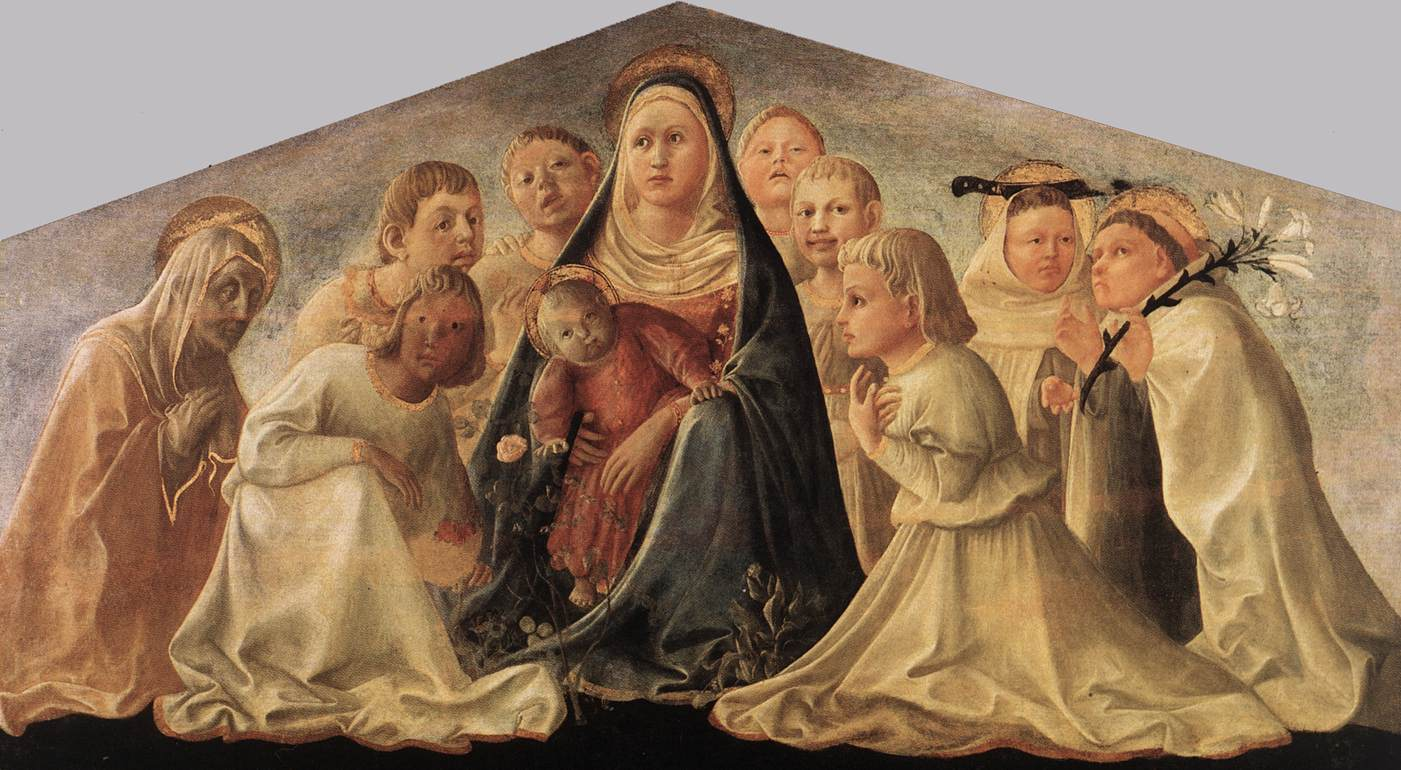
Fra Filippo Lippi, Madone Trivulzio.

Filippo di Tommaso Lippi nait à Florence en 1406, fils du boucher Tommaso di Lippo et d'Antonia di ser Bindo Sernigi, décédée en couches. À l'âge de deux ans, il est confié, avec son frère Giovanni, à Mona Lapaccia, la sœur de son père. À l'âge de huit ans, en 1414, il est placé avec son frère chez les frères du couvent des Carmes voisin.
Le 8 juin 1421, Filippo prononce ses vœux, gardant son nom de baptême. En 1424, il assiste à la décoration, par Masolino da Panicale et Masaccio, de la chapelle Brancacci, ce qui joue un rôle essentiel dans sa vocation artistique. Le garçon découvre aussi les sculptures de Donatello, Luca della Robbia, Nanni di Banco et Brunelleschi .
En juillet 1424, il se trouve à Pistoia et à Sienne. En 1428, il est nommé sous-prieur du couvent des Carmes à Sienne. En août 1426, il se rend à Prato. En 1430, les documents du couvent le définissent pour la première fois comme un « peintre ». À partir de 1431, il peint deux œuvres marquées par l'influence de la peinture de Masaccio : la fresque avec l’Approbation de la règle du Carmel au couvent des Carmes de Florence, et la MadoneTrivulzio.
Il quitte le couvent de Florence pour Padoue : les documents qui le mentionnent avec certitude remontent ensuite à 1434 quand le 1er juillet, il reçoit onze onces d'outremer pour peindre le Tabernacle des Reliques de la basilique Saint-Antoine de Padoue. Diverses sources mentionnent une série d'œuvres pour Padoue, y compris, en collaboration avec Ansuino da Forlì, les fresques de la chapelle du Podestat, mais toute la production de cette période a été perdue. À Padoue, Lippi entre en contact avec la peinture flamande et la couleur vénitienne.

### Florence (1437-1451)

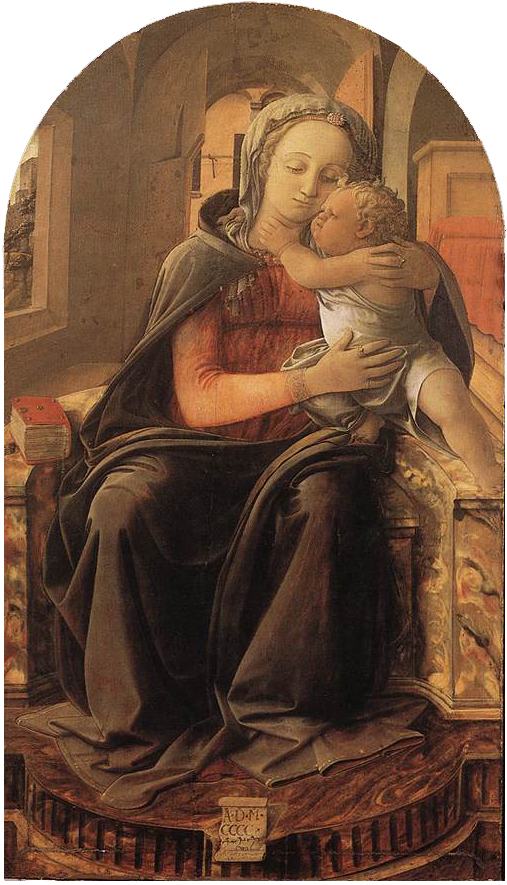
Lippi, Vierge de Tarquinia.

Quittant Padoue, il retourne à Florence, où il ouvre son propre atelier en 1437. Cette année-là, il peint la dite Vierge de Tarquinia pour le cardinal Giovanni Vitelleschi (œuvre datée), et Vierge et l'Enfant entourés d'anges, de saint Frediano et de saint Augustin pour la basilique Santo Spirito de Florence. Dans ces œuvres, la composante linéaire prend une plus grande importance, les figures s'allongent et s'adoucissent, sans perdre leur plasticité, et sont enveloppées et non plus projetées par la lumière. En 1438, il est mentionné dans une lettre de Domenico Veneziano adressée à Pierre Ier de Medicis dans laquelle il est assimilé à Fra Angelico comme le meilleur artiste actif de la ville. La même année, il passe au service des Médicis. À partir de 1439, il est probable que Filippo n'habite plus au couvent, mais a une maison à lui, et mène une vie bien peu monacale au point qu'il est privé des bénéfices ecclésiastiques qu'il percevait. Également cette année-là, Lippi écrit à Pierre de Médicis, essayant avec anxiété d'échanger un de ses tableaux encore inachevé contre de la nourriture et des vêtements (le tableau est probablement le Saint Jérôme pénitent du musée d'Altenbourg).
Il travaille dès lors surtout pour Cosme de Médicis, mais également pour son fils Pierre Ier de Médicis (dit « le goutteux ») qui l'aident à faire oublier son existence jugée trop dissolue par les autorités religieuses.
Il peint, entre 1443 et 1445, la Rencontre à la Porte d'Or pour le monastère de Murate à Florence, qui fait probablement partie de la prédelle du retable. II peint une Vierge à l'Enfant (vers 1440-1445), aujourd'hui conservée au Musée d'Art Sacré de Montespertoli, pour l'église Sant'Andrea à Botinaccio, 

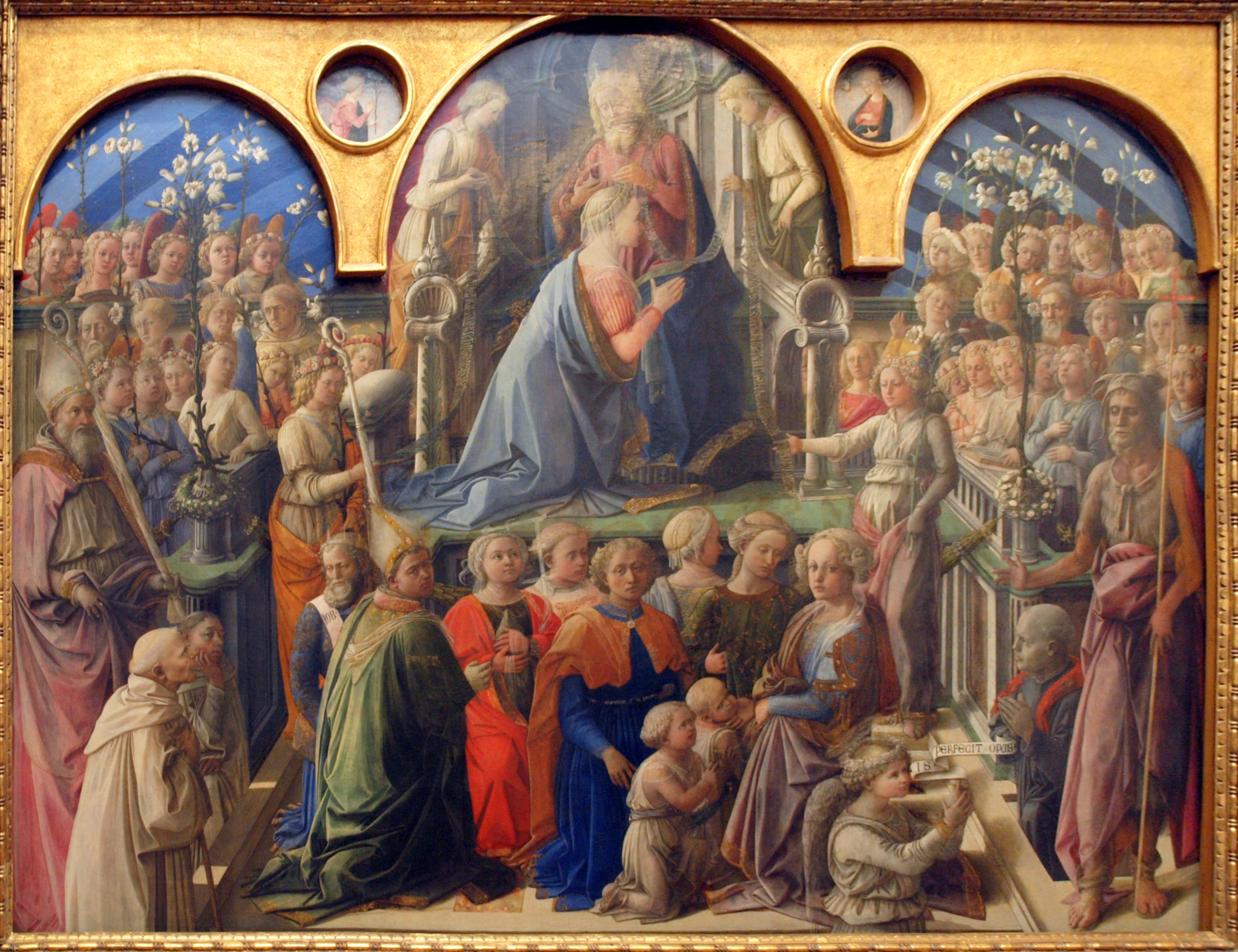
Filippo Lippi, Incoronazione Maringhi, vers 1439-1447, Galerie des Offices.

Entre 1439 et 1447, il peint le Couronnement de la Vierge (ou Couronnement Maringhi) des Offices, commandé par le chanoine Francesco Maringhi pour le maître-autel de l'église Saint-Ambroise de Florence. Trois assistants travaillent avec lui pour ce retable, dont Fra Diamante. Pour la famille Martelli, qui détenait le patronage de la chapelle des travailleurs à San Lorenzo, il peint vers 1440-1442 une Annonciation qui reprend les caractéristiques de l'Annonciation Cavalcanti de Donatello. Les peintures du reliquaire réalisé pour la béatification d'Andrea Corsini (ancien évêque de Fiesole, qui sera sanctifié en 1624) datent de 1440.
Le 23 février 1442, il est nommé par le pape Eugène IV « recteur et abbé commendataire » à vie de l'église San Quirico à Legnaia près de Florence. En 1443, pour décorer les murs du couvent, il peint une Annonciation aujourd'hui à l'Alte Pinakothek de Munich.
Il travaille au greffe du Palazzo della Signoria vers 1447, réalisant une Apparition de la Vierge à Saint Bernard. Entre 1448 et 1450, il peint le panneau de la Vierge à l'Enfant, aujourd'hui conservé à Parme à la Fondation Magnani-Rocca.
Sur ces années, Vasari écrit dans Les Vies : « On dit qu'il était de tempérament très amoureux ; si une femme lui plaisait, il aurait donné pour l'avoir toute sa fortune, et s'il n'arrivait pas à ses fins par ce moyen, il la faisait poser et cherchait, en profitant de la conversation, à calmer l'ardeur de son amour. Cet appétit était chez lui si fort que, lorsqu'il était de cet humeur, il négligeait ou abandonnait les ouvrages entrepris. »
En 1450, il doit payer à Giovanni di Francesco del Cervelliera, son assistant, 40 florins mais, une fois convoqué au procès, il montre le reçu de paiement  où  la signature de l'assistant est falsifiée. Les deux peintres sont emprisonnés et torturés par l'estrapade. À la suite de ses aveux, Lippi est libéré de prison. Le 11 septembre 1451, il est de nouveau jugé pour avoir fait peindre par son atelier un panneau que le client avait demandé de la main du maître. La même année, Lippi est avéré comme propriétaire d'une maison non loin de Santa Maria del Carmine. Le 19 mai 1455, il est révoqué de ses fonctions de recteur de San Quirico a Legnaia, à la fois du fait de sa condamnation de 1450 et parce qu'il n'était pas très soucieux de ses fonctions.

### À Prato, sous la protection des Médicis (1452-1465)

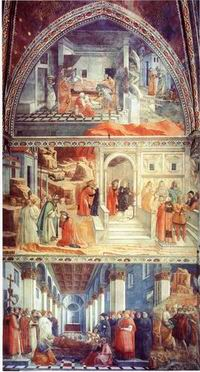
Filippo Lippi, fresques de la cathédrale de Prato.

La commune de Prato alloue en 1452 la somme de 1 200 florins pour les fresques du chœur et le vitrail de la cathédrale. Après avoir reçu le refus de Fra Angelico en mars de la même année, la commune décide de confier la tâche à Lippi, qui accepte et se rend dans la ville voisine de Florence. Le cycle de fresques des Vies de saint Étienne et de saint Jean-Baptiste est achevé treize ans plus tard, en 1465, après avoir subi des interruptions, des demandes d'argent, des rappels, des disparitions du peintre et des renégociations du contrat.
Pendant ce temps, Lippi peint de nombreuses autres œuvres. Pour la fondation caritative de Francesco Datini, il réalise le panneau connu sous le nom de Madonna del Ceppo, aujourd'hui conservé au Musée Civique de Prato ; pour le prévôt Geminiano Inghirami, les Funérailles de Saint-Jérôme ; pour le couvent San Vincenzo d'Annalena à Florence, le Tondo Cook et l'Adoration de l'Enfant par Annalena ; un retable pour Alphonse Ier d'Aragon, commandé par Jean de Médicis, dont il ne reste que deux panneaux latéraux ; les voiles de la voûte sur la tombe de Geminiano Inghirami dans l'église Saint-François de Prato (perdues); l 'Adoration Camaldoli dans la cellule de la famille Médicis dans l'Ermitage de Camaldoli.
La Lippina est un « prototype » des représentations ultérieures de la Vierge à l'Enfant. Les quatre panneaux avec la Vierge de l'Annonciation, L'Ange annonciateur, Saint Antoine abbé et Saint Jean-Baptiste, probablement des éléments de mobilier ecclésiastique, datent également de cette période.

Fra Angelico, Filippo Lippi, Tondo Cook.

En 1456, il est nommé chapelain du couvent Sainte-Marguerite à Prato. La même année, il y séduit une religieuse, Lucrezia Buti, modèle de plusieurs de ses tableaux, fille du florentin Francesco Buti et de Caterina, qu'il enlève au cours d'une procession, peu après avoir découvert qu'elle était enceinte de lui. Leur histoire d'amour la pousse à quitter le monastère et à s'installer dans la maison de l'artiste à Prato, achetée en 1455. En 1457, naît de leur liaison, celui qui deviendra plus tard peintre sous le nom de Filippino Lippi. À nouveau, Lippi connaît des problèmes avec la justice florentine qui compte bien le condamner pour avoir corrompu une nonne. Pour le sauver de la mort, Cosme de Médicis, son principal mécène et ami, part pour Rome demander au pape Pie II, nouvellement élu et son ami, de le gracier. Ce dernier s'exécute en 1461 en relevant fra (frère) Filippo et Lucrezia de leurs vœux, régularisant ainsi leur situation, même si Lippi refuse de se marier. En 1465, une fille — Alessandra — naît de leur union.
Entre 1458 et 1460, Filippo travaille sur des lunettes dans le palais Medici-Riccardi avec l'Annonciation et les Sept Saints. L'Adoration dans la forêt pour l'autel de la chapelle des Mages date de la même période. Il réalise le Tondo Cook, commencé par Fra Angelico (peut-être conjointement avec Benozzo Gozzoli), probablement à l'occasion de la naissance de Laurent le Magnifique en1449.

### Dernières années à Spolète (1466-1469)

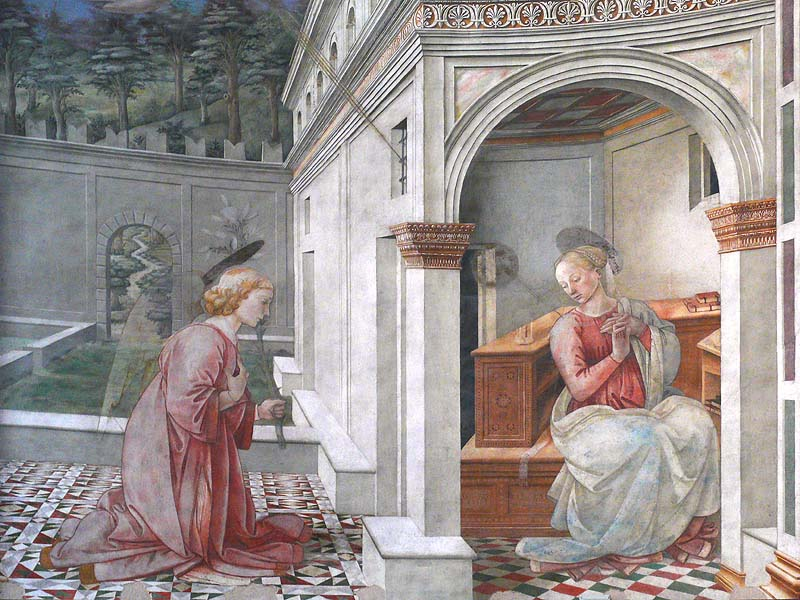
Filippi Lippi, Annonciation, détail, cathédrale de Spolète.

En 1466, l'œuvre de la cathédrale de Spolète charge Lippi de peindre des fresques avec les Histoires de la Vierge ; les travaux commencent en septembre 1467 et sont achevés environ trois mois après la mort du peintre par ses collaborateurs (principalement par Fra Diamante). Le cycle des fresques est composé de l'Annonciation, de la Nativité, de la Mort de la Vierge et de son Assomption au ciel. Dans la fresque représentant la Mort de la Vierge, l'autoportrait du peintre figure dans l'un des personnages représentés à droite du lit (avec le manteau blanc), ainsi que le portrait probable de son fils Filippino dans le visage de l'ange. À partir du 18 mai 1467, il peint un antependium pour la Compagnia dei Preti della Trinità de Pistoia. La Circoncision de Prato est datée de 1468.
Il meurt entre le 8 et le 10 octobre 1469 et est enterré dans la cathédrale de Spolète. Son fils Filippino, déjà en route vers une carrière artistique, conçoit sa tombe en marbre avec buste, et Ange Politien en écrit l'épitaphe.

## Interprétations et héritages

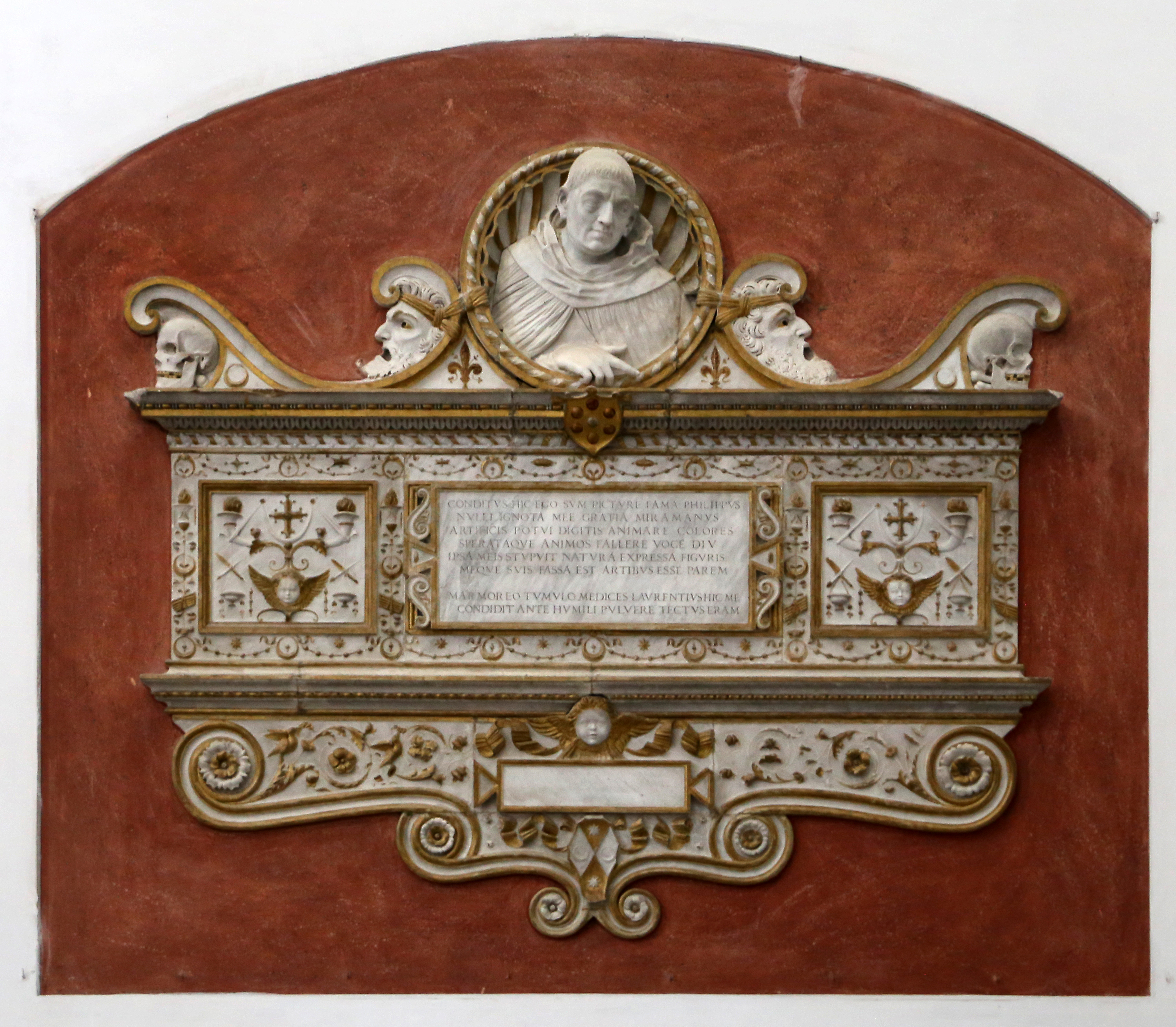
Tombe de Filippo Lippi avec l'épitaphe d'Ange Politien, 1490.

Fra Filippo Lippi est d'abord influencé par Lorenzo Monaco et surtout Masaccio qu'il peut voir travailler au couvent du Carmel de Florence. Masaccio est remarquable par sa capacité à représenter les expressions et les postures de ses personnages. Il fut aussi un des premiers à mettre en pratique les recherches de l'architecte Filippo Brunelleschi sur la perspective.
Plus tard, Filippo Lippi rencontre Fra Angelico qui exerça, à son tour, une influence sur son art.
Fra Filippo Lippi est connu pour ses nombreuses représentations de la Vierge,. Celles-ci sont célèbres pour l'élégance des silhouettes et la finesse des traits du visage.
Il fut le maître de Botticelli qui entre dans son atelier en 1465 ; ce dernier forma le fils de Filippo, le jeune Lippi dit Filippino.

## Œuvres

### Œuvres au musée des Offices, Florence

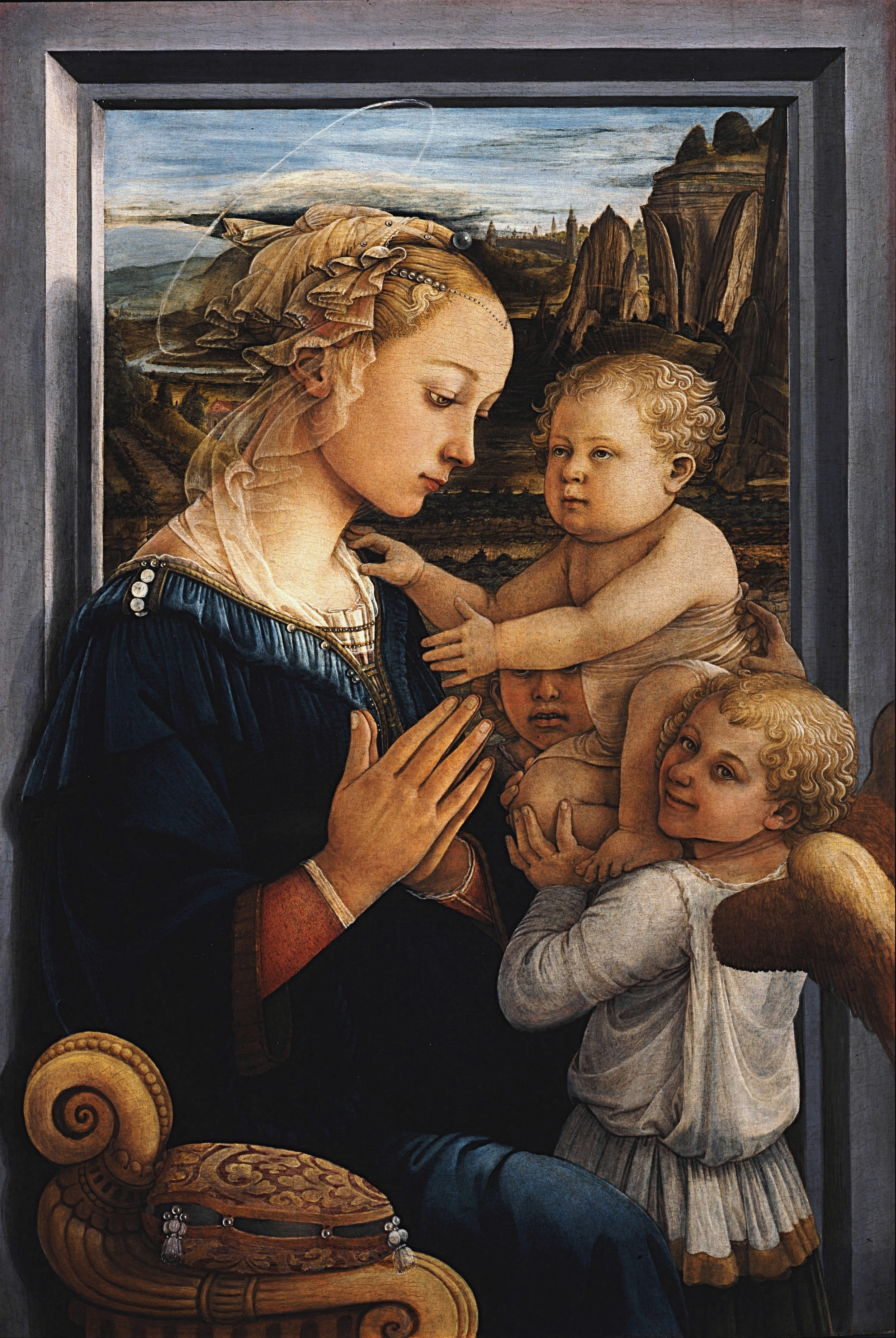
Vierge à l'Enfant et deux anges
(1437-1465)
Florence, galerie des Offices.

On trouve en particulier au musée des Offices son chef-d'œuvre de La Vierge à l'enfant avec deux anges, dit La Lippina, avec le fauteuil en trompe-l'œil qui sort du tableau.
- Trois scènes de la prédelle du retable Barbadori, 1437, un des polyptyques italiens dispersés (panneau central au Louvre) : 
  - San Frediano détourne le cours du Serchio,
  - L'Annonce à la Vierge de sa mort prochaine
  - Saint Augustin dans sa cellule.
- Le Couronnement de la Vierge, bois (1441-1447)
- Annonciation, saint Jean baptiste, saint Antoine Abate
- Madone et les saints François, Damien, Cosme et Antoine de Padoue (Retable du noviciat), 1442-1450. La prédelle, réalisée par Pesellino est dispersée aujourd'hui entre le musée du Louvre et le musée des Offices.
- Adoration de l'Enfant avec saint Joseph, saint Jérôme, sainte Marie-Madeleine et saint Hilarion[7], 1455, détrempe sur bois 137 × 134 cm
- Adoration de l'enfant Jésus avec des saints[8], 1465
- Madone et deux anges dit La Lippina, musée des Offices (Florence), 1457-1465, détrempe sur  bois, 95 × 62 cm

### Œuvres avant 1440
Les personnages y sont encore statiques.
- Vierge à l’Enfant, Galerie di Palazzo degli Alberti[9], Prato
- Triptyque Vierge d'humilité avec anges, saint Jean-Baptiste et saint Georges ou saint Ansanus et donateur[10], v. 1430, bois, 42,3 × 27 cm (panneau central), 41,9 × 12 cm (panneaux latéraux), Cambridge, Fitzwilliam Museum
- Vierge à l’Enfant[11], v. 1430, sur bois, 81 × 100 cm, musée des beaux-arts de l’Utah, Salt Lake City
- Vierge au trône entre des anges et des saints[12], 1430, collégiale, Empoli
- Vierge de l'humilité, dite  « Madone Trivulzio », v. 1431, château des Sforza, Milan
- Saint Jean l'Évangéliste, huile entre 1432 et 1434, Collection Alana[13]
- L’Approbation de la règle du Carmel, v.1432, fresque, couvent de l'église Santa Maria del Carmine, Florence
- Christ de douleur, 1432, Castelvecchio, Vérone
- Pietà, 1435-1440, musée Poldi-Pezzoli, Milan
- Vierge à l’Enfant, avec saints, anges et donateur, 1437 collection Cini, Venise
- Vierge à l'Enfant, au trône dit « Vierge de Tarquinia »[14], 1437, tempera sur toile, 151 × 66 cm, Galerie nationale d'art ancien, Rome
- Triptyque dispersé[15], v. 1437 :
  - Madone en majesté avec deux anges[16], Metropolitan Museum of Art, New York
  - Docteurs de l'Église, Accademia Albertina, Turin
- Vierge à l'Enfant, avec saints et anges dit « Retable Barbadori », 1437-1439, huile sur bois, 208 × 244 cm, Musée du Louvre, Paris. La prédelle est aux Offices.
- Annonciation , 1435-1440, tempera sur toile, 100 × 161 cm, National Gallery of Art, Washington[17]

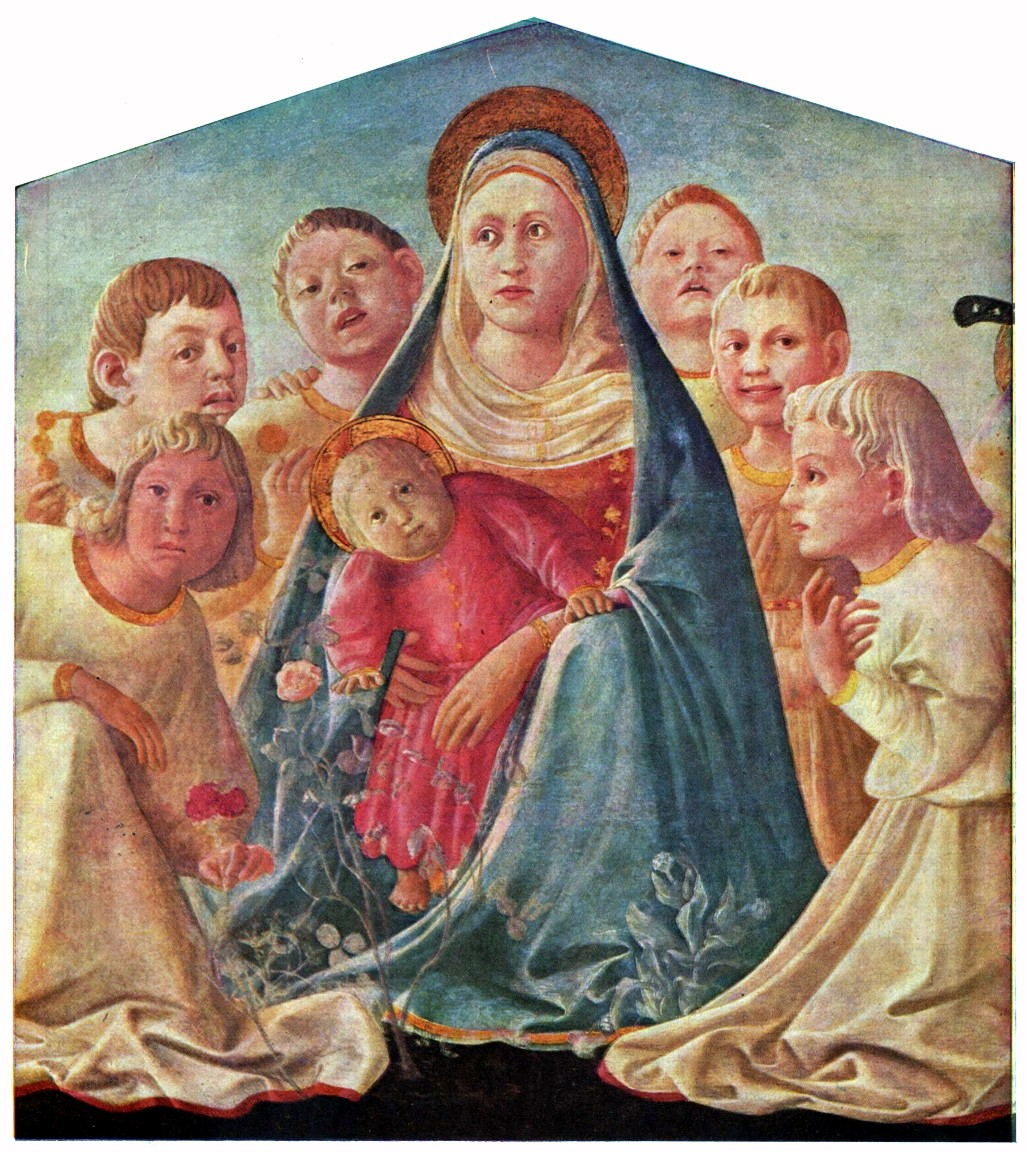
Madonna Trivulzio, vers 1431 Milan, château des Sforza.
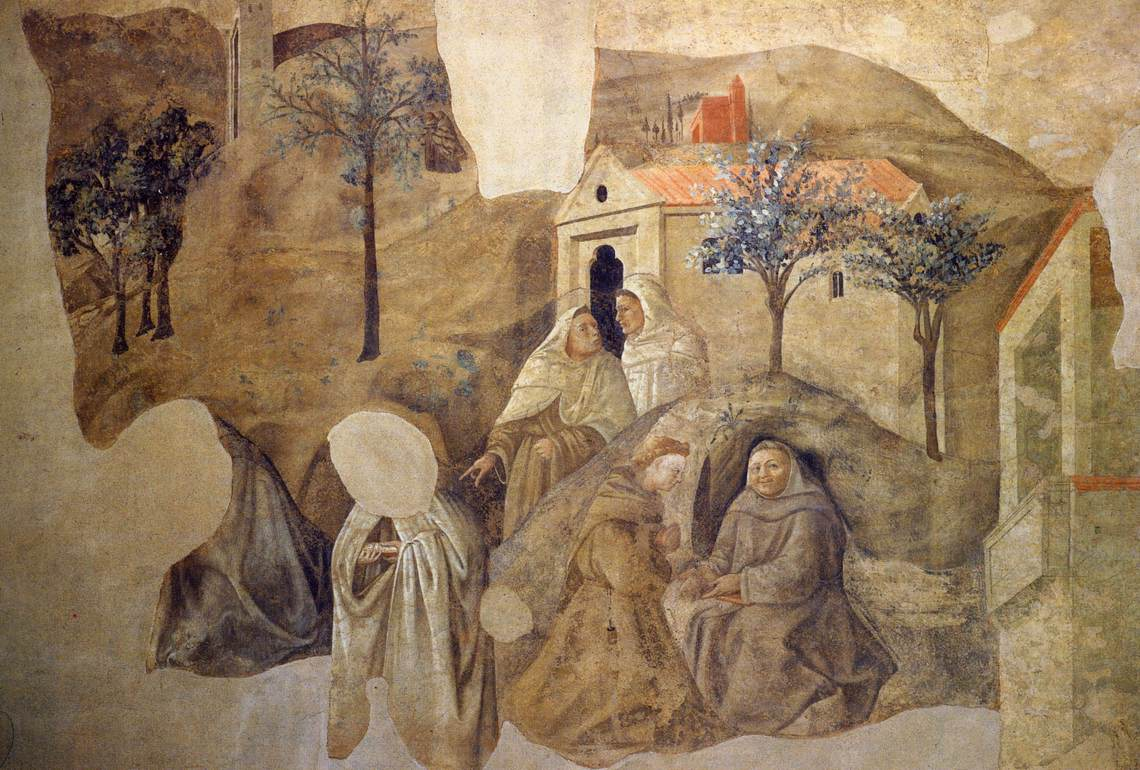
La Règle du Carmel, vers 1432 Florence, Santa Maria del Carmen.
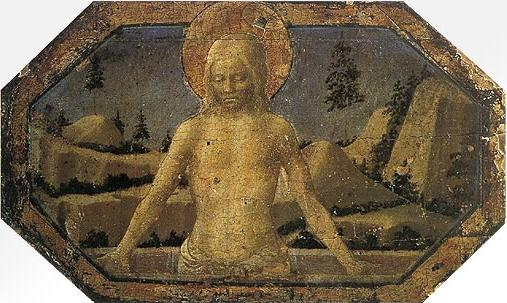
Christ de douleur, 1432 Vérone, Castelvecchio.
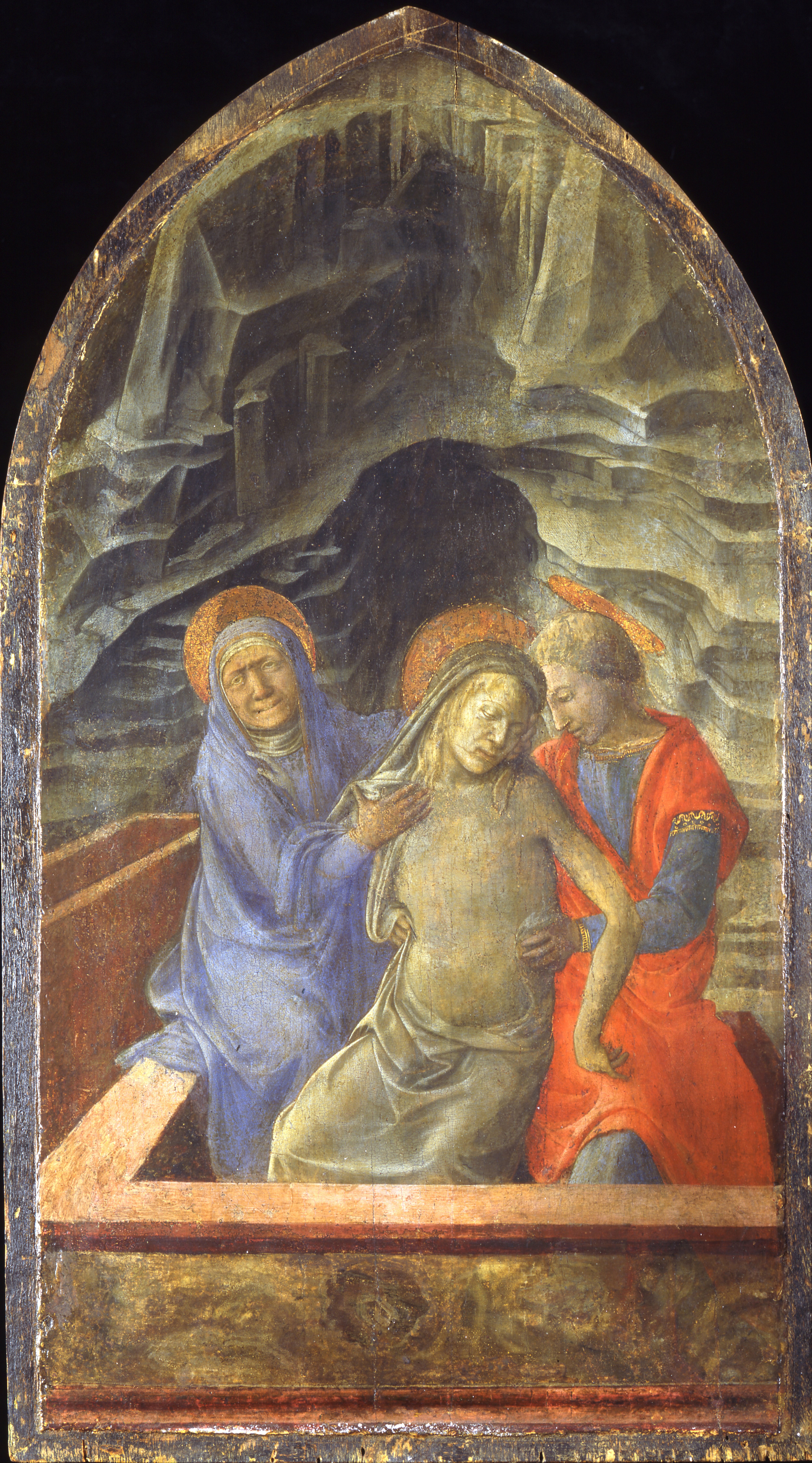
Pietà, 1435-1440 Milan, , musée Poldi Pezzoli.
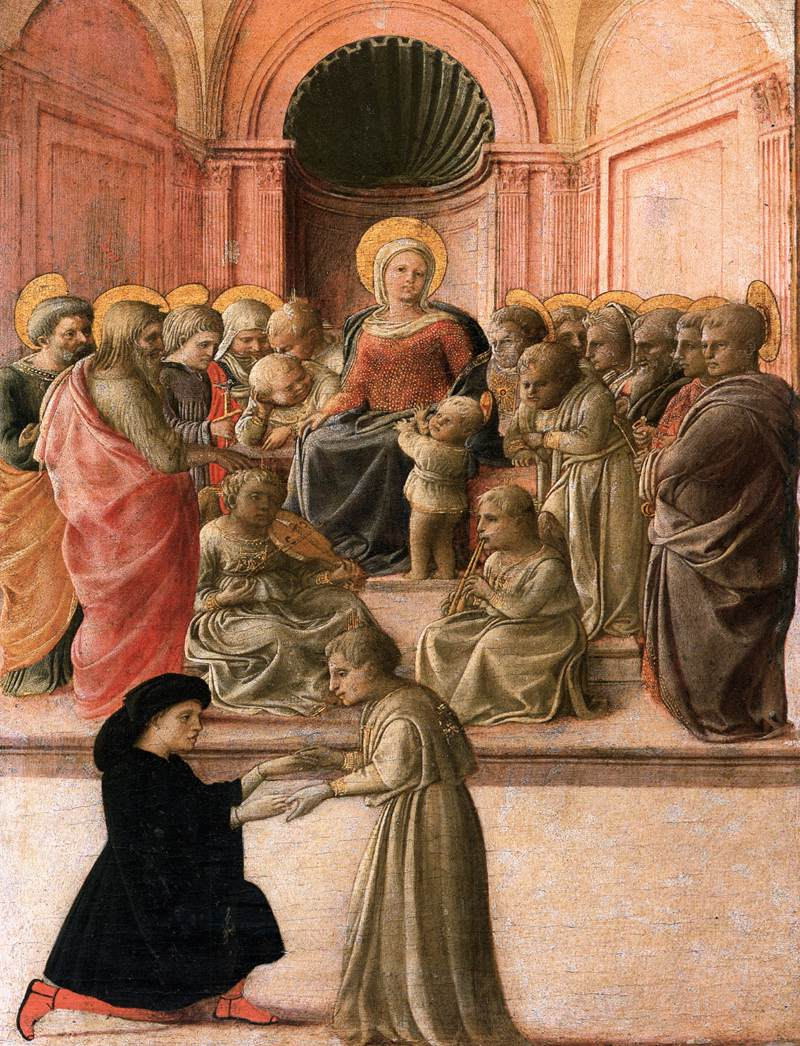
Madone, anges et donateurs 1437, Venise, collection Cini.

### Œuvres de 1440 à 1450
Le visage de la Vierge s'affine et les mouvements sont gracieux. Apparaissent également les décors architecturaux où il met en œuvre les règles de la perspective.
- Vierge à l’Enfant, v. 1440, tempera sur toile, 79 × 51,1 cm, National Gallery of Art, Washington[18]
- Annonciation aux deux donateurs agenouillés, v. 1440, huile sur toile, 155 × 144 cm, Galerie nationale d’art ancien, Rome
- Annonciation, v. 1440, deux panneaux, 63 × 25 cm, Frick Collection, New York[19]
- Saint Laurent en majesté avec deux donateurs[20], v. 1440, Metropolitan Museum of Art, New York
- Portrait d’une femme et d’un homme à la fenêtre[21], 1440, Metropolitan Museum of Art, New York, double-portrait représentant le couple florentin Lorenzo di Ranieri Scolari et Angiola di Bernardo Sapiti.
- Annonciation, v. 1445, détrempe sur bois, 203 × 186 cm, Alte Pinakothek, Munich[22]
- Annonciation Martelli, 1438-1440[22], tempera sur bois, 175 × 183 cm, chapelle Martelli, basilique San Lorenzo de Florence
- Nativité (probablement vers 1445), huile et tempera (?) sur toile, 23,2 × 55,3 cm
- Portrait de femme, 1445, Gemäldegalerie, Berlin
- L'Apparition de la Vierge à saint Bernard, 1447, tempera sur toile, 98 × 106 cm, National Gallery, Londres
- Vierge à l'Enfant, v. 1446-1447, tempera et or sur panneau, 75,5 × 52,3 cm, Walters Art Museum
- Saint Benoît ordonnant à saint Maur de ressusciter saint Placide[23] (1445-1450), tempera sur toile, 40 × 69,5 cm, National Gallery of Art, Washington[24]
- Annonciation[25], v. 1445-1450, tempera sur bois, 7,5 × 13,5 cm, musée Poldi Pezzoli, Milan[26]
- Annonciation dite Annonciation Doria (1445-50), huile sur toile, 117 × 173 cm, Galerie Doria-Pamphilj, Rome
- Annonciation, 1448-1450, un des deux panneaux conçus pour un palais des Médicis, tempera sur bois, 68 × 152 cm, National Gallery, Londres[27]
- Vierge à l'Enfant, v. 1450, 80 × 53 cm, Fondation Magnani-Rocca[28], Corte di Mamiano (Parme)

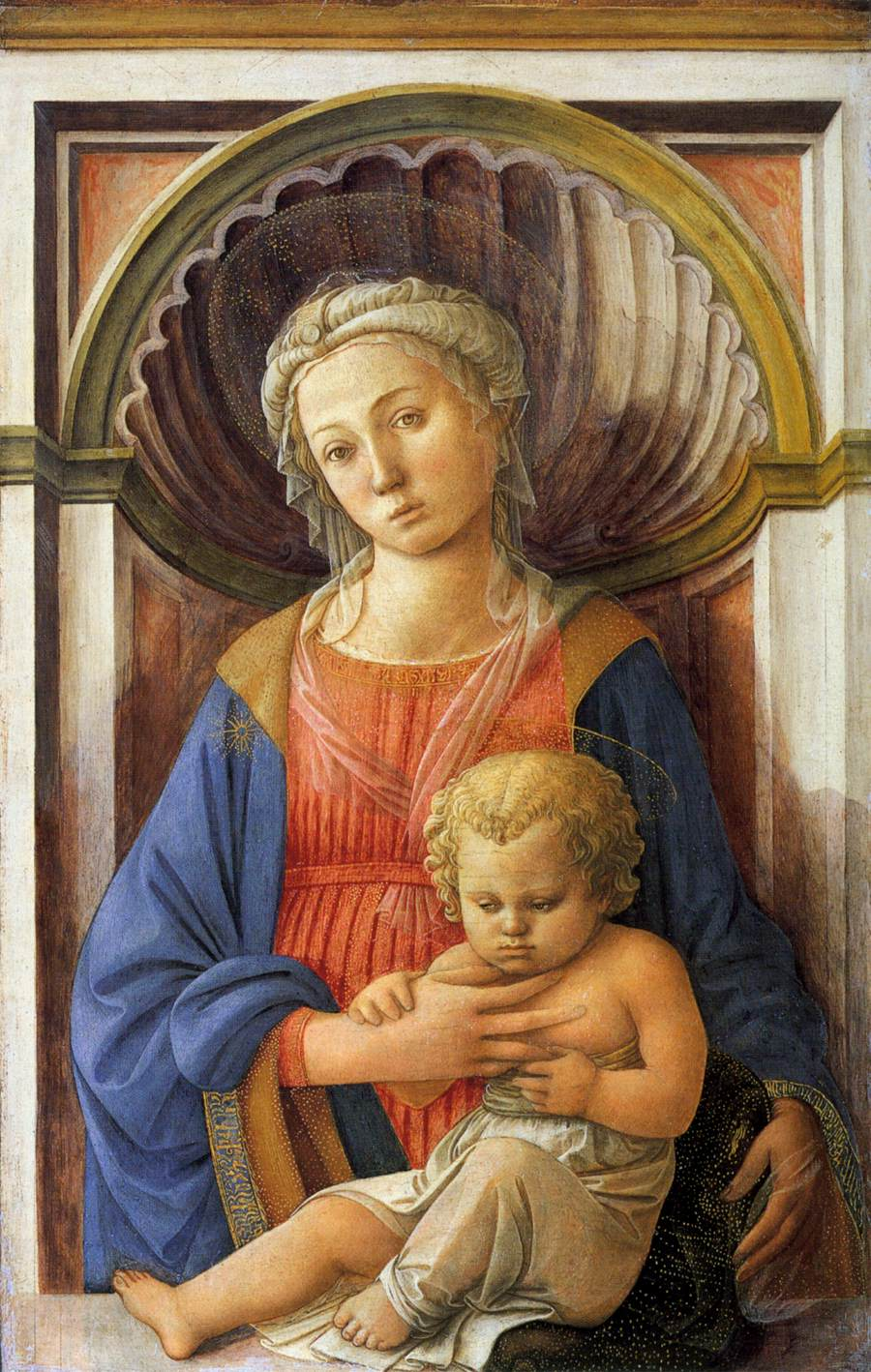
Madone, vers 1440, Washington, National Gallery of Art.
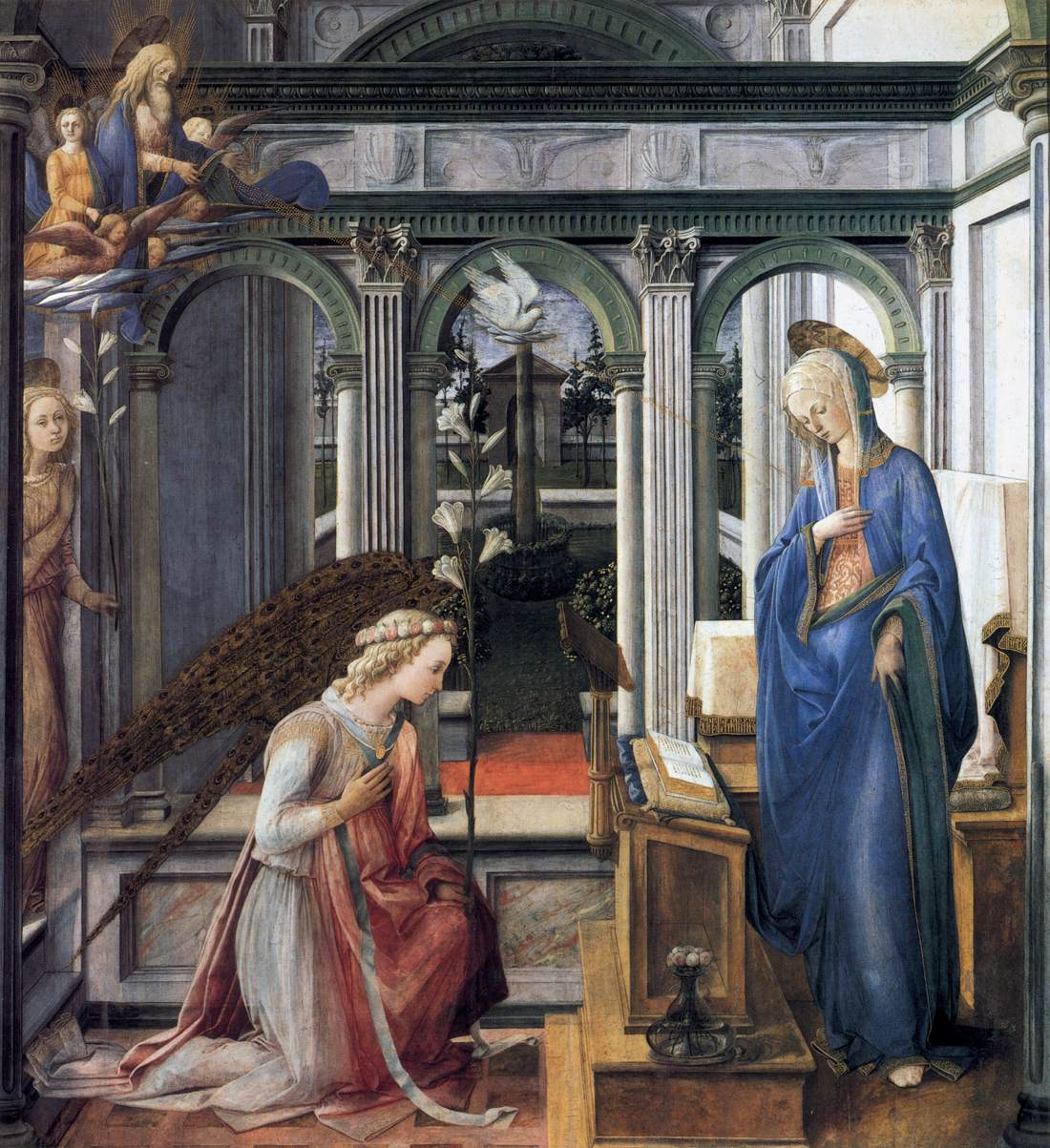
Annonciation, vers 1443, Munich, Alte Pinakothek.
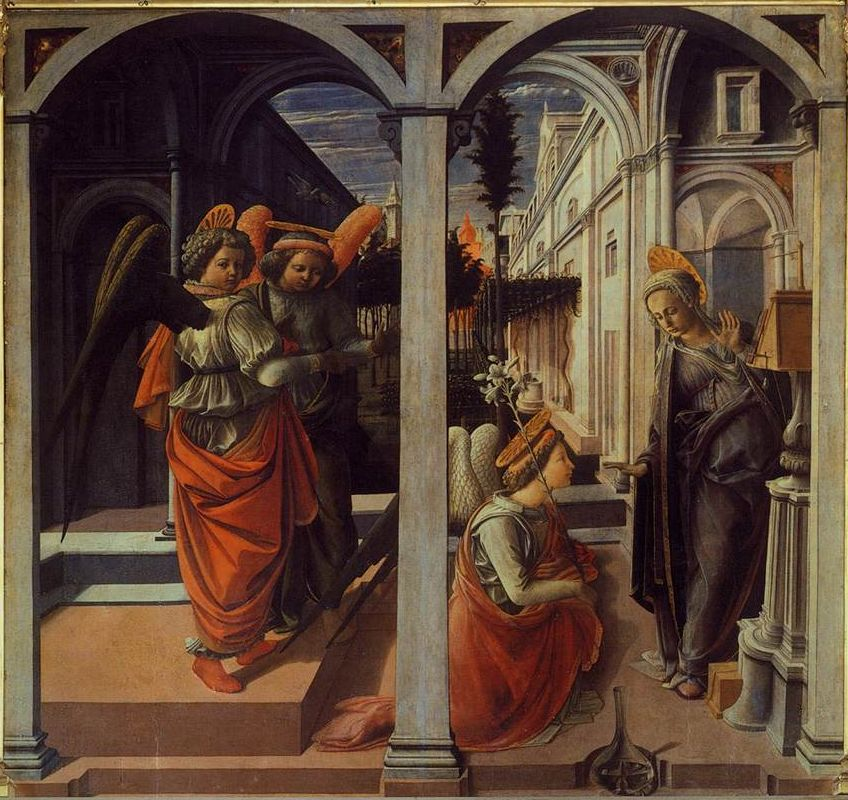
Annonciation Martelli, 1445, basilique San Lorenzo de Florence.
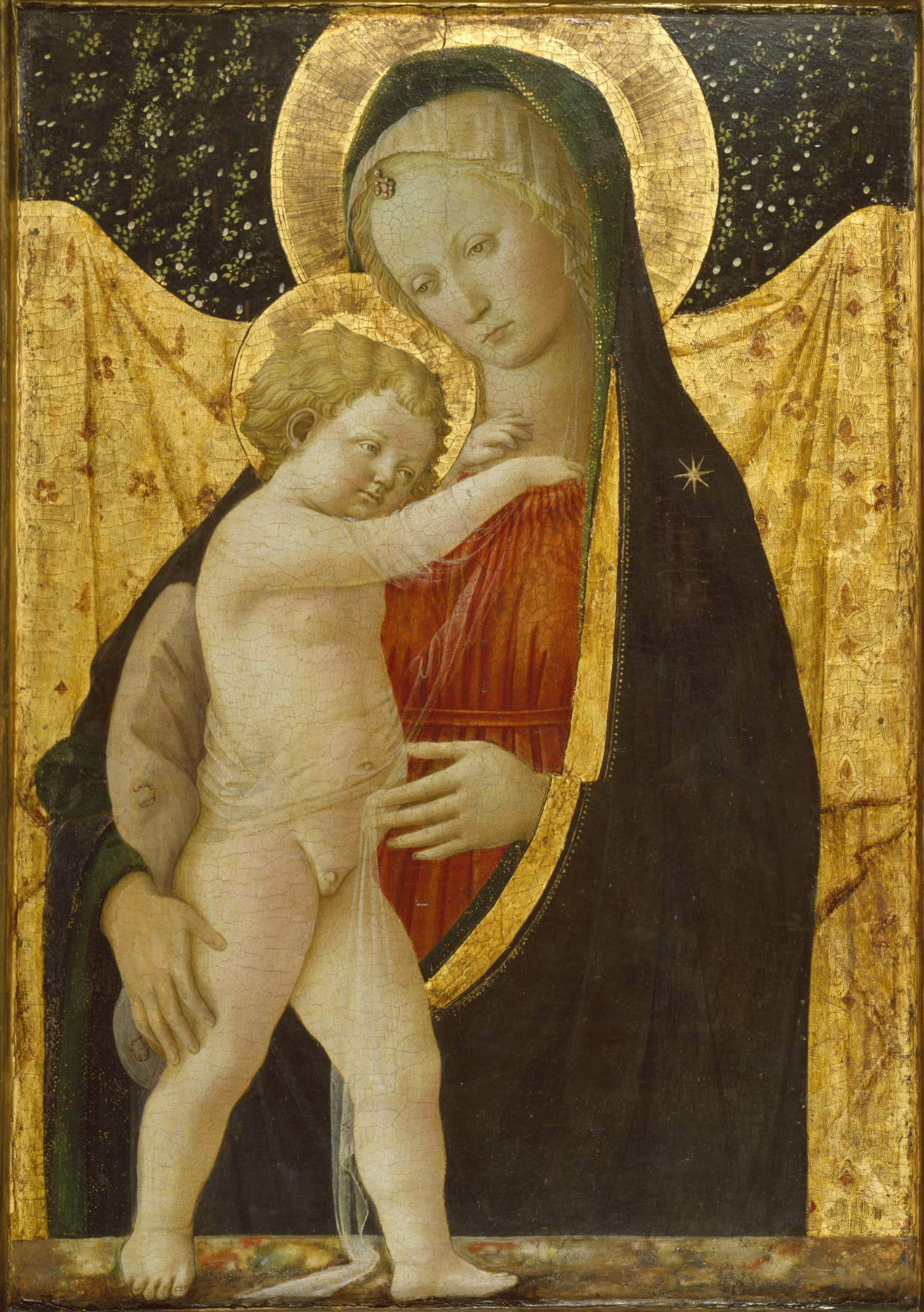
Madone Walters, 1446-1447, Baltimore, Walters Art Museum.
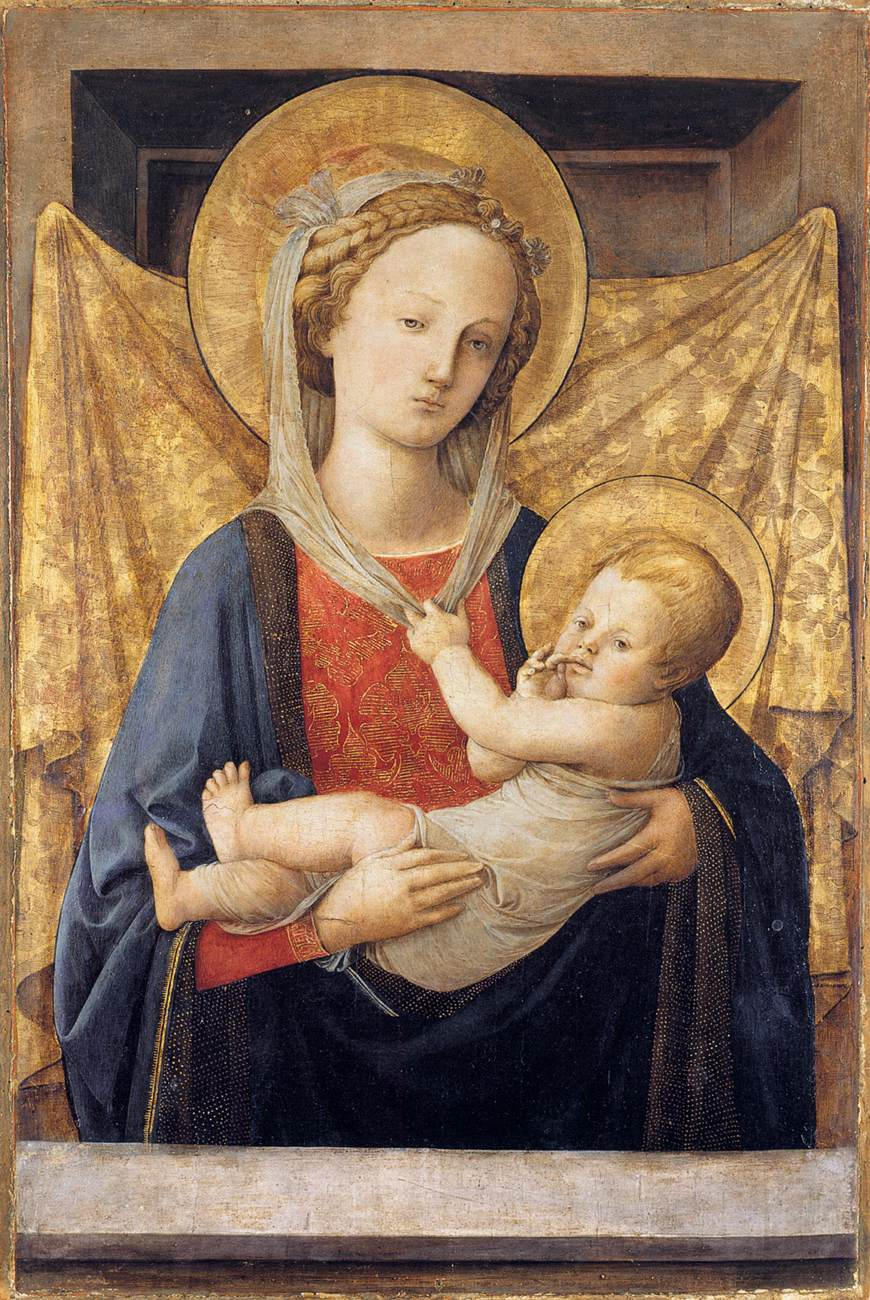
Madone, 1450, Parme, Fondation Magnani-Rocca.

### Œuvres de 1450 à 1460
De riches costumes, des paysages en fond, et des histoires racontées sur plusieurs plans comme dans le Tondo Bartolini.
- La Vierge et saint Jean-Baptiste adorant l'Enfant Jésus[29], huile sur panneau, 63 × 43 cm, musée des beaux-arts de Nîmes
- Fresques de la Cathédrale de Prato, 1452-1466
  - Scènes des vies de saint Étienne et saint Jean-Baptiste[30], (1452-1466)
  - Le Festin d'Hérode, fresques, Cappella Maggiore
- Vierge à l'Enfant, et scènes de la vie de sainte Anne, dit Tondo Bartolini, 1452-1453, toile, diamètre 135 cm, palais Pitti, Florence
- Madonna del Ceppo[31], 1453, toile, 187 × 120 cm, musée du Palais Pretorien, Prato
- Retable Alessandri, 1453, tempera sur bois, 120,9 cm × 105,9, Metropolitan Museum of Art, New York
- Saint Jérôme pénitent, 1455-1456, Staatliches Lindenau Museum, Altenbourg
- Vierge de la ceinture entre saint Thomas et la commanditaire Bartolommea de Bovacchiesi et les saints Grégoire, Augustin, Tobie, Marguerite et l'archange Raphaël, 1455-1465, (avec Fra Diamante), Musée du Palais Pretorien [32]
- L'Adoration dans la forêt, v.1459, détrempe sur bois de peuplier, 126,7 × 115,3 cm, Gemäldegalerie, Berlin.
- Annonciation avec saint Julien, v. 1460, musée du Palais Pretorien, Prato (peut-être de la main de Domenico di Zanobi)
- Adoration des mages dit « Tondo Cook », 1440-1460, tempera sur toile, diamètre : 137,3 cm, partiellement attribué à Fra Angelico, National Gallery of Art, Washington[33]

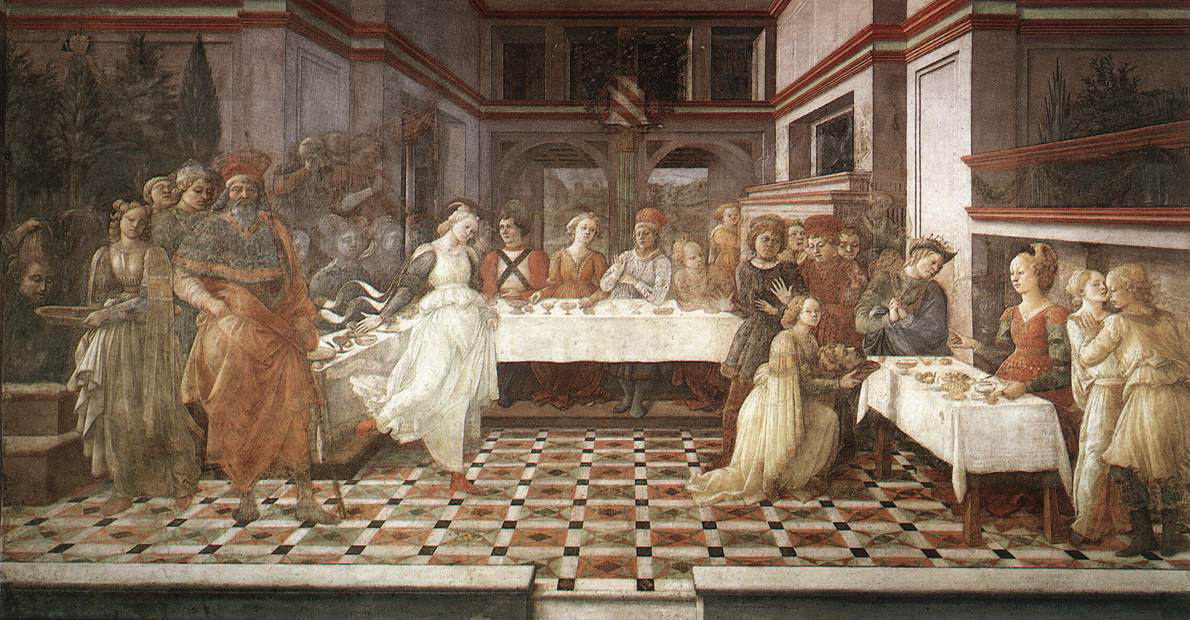
Le Banquet d'Hérode, fresque, cathédrale de Prato.
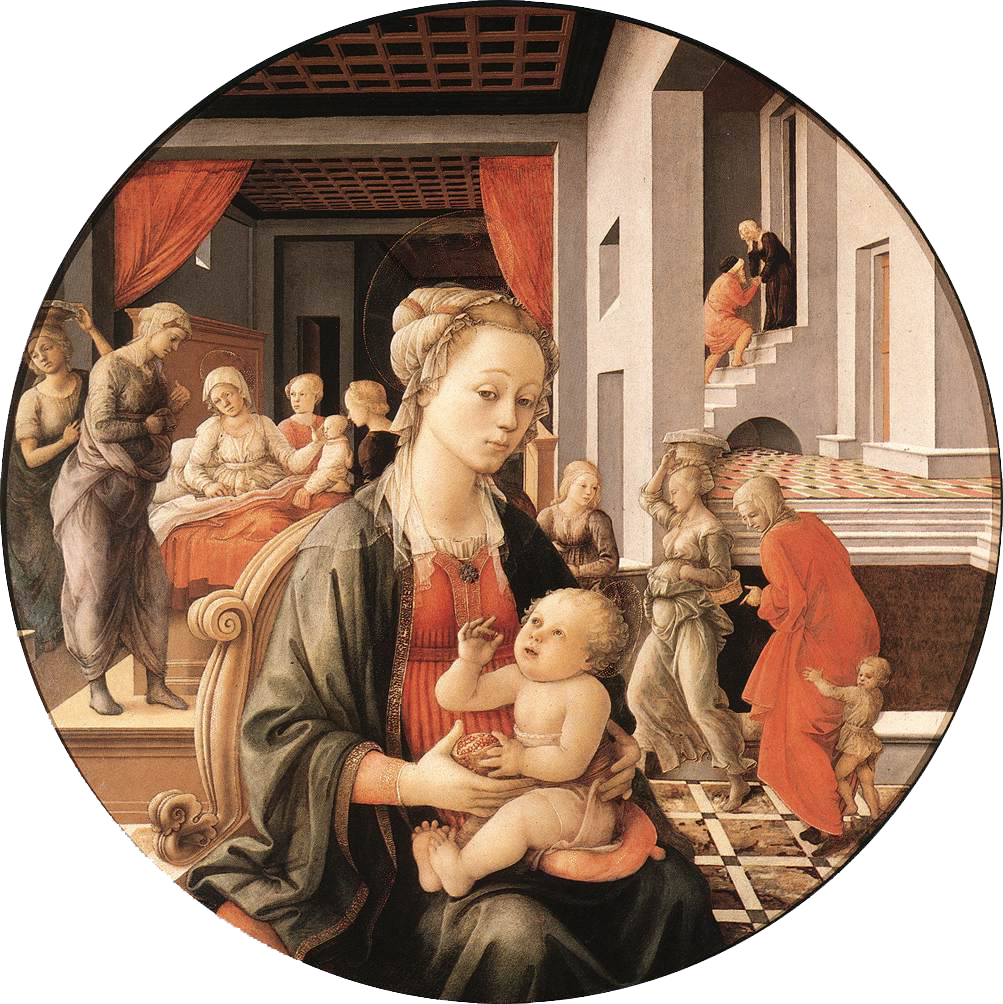
Tondo Bartolini, 1452-1453, Florence, palais Pitti.
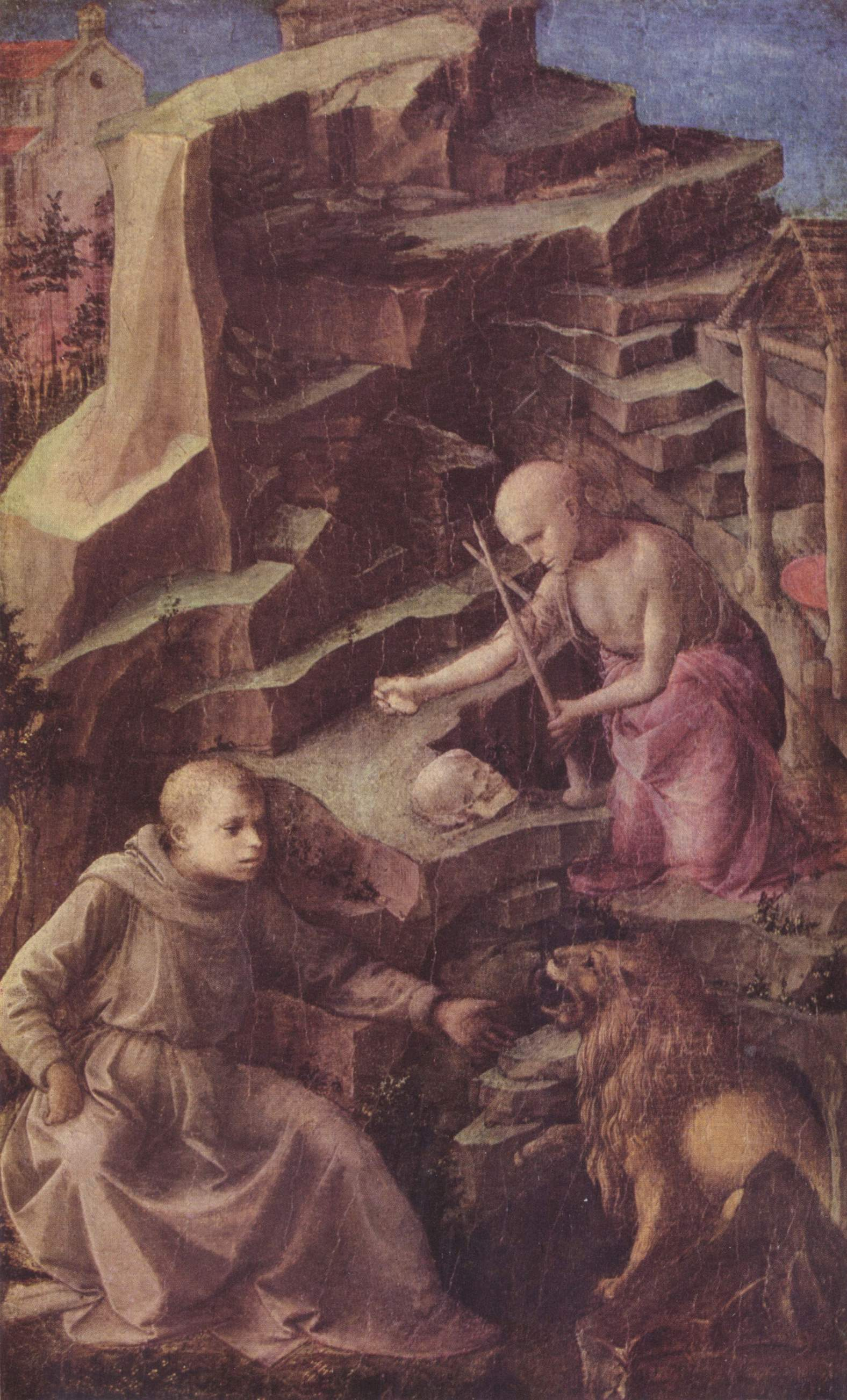
Saint Jérôme, 1455-1456, Altenbourg, Lindenau Museum.
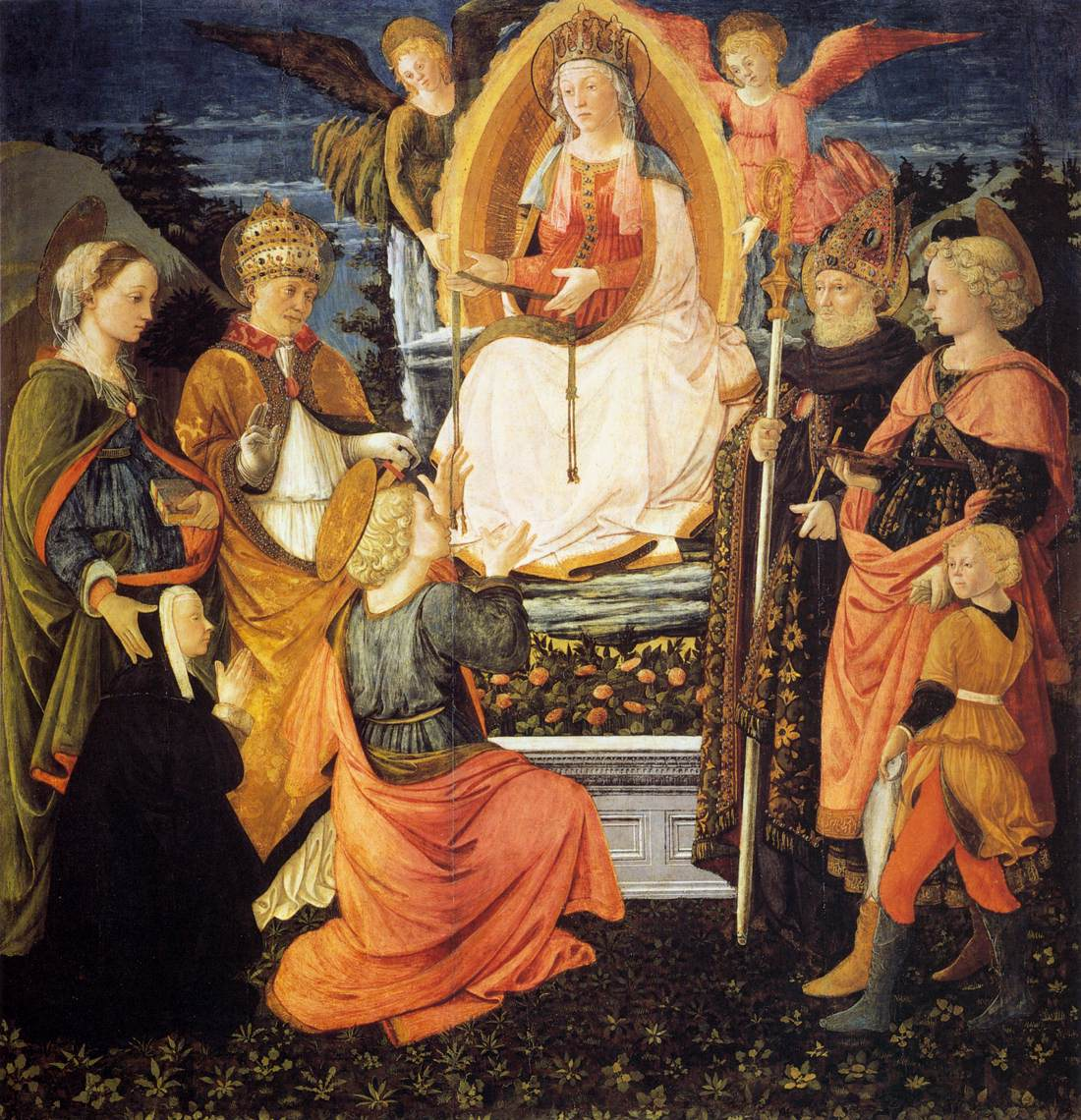
Vierge à la ceinture, 1455-1465, Prato, Palais prétorien.
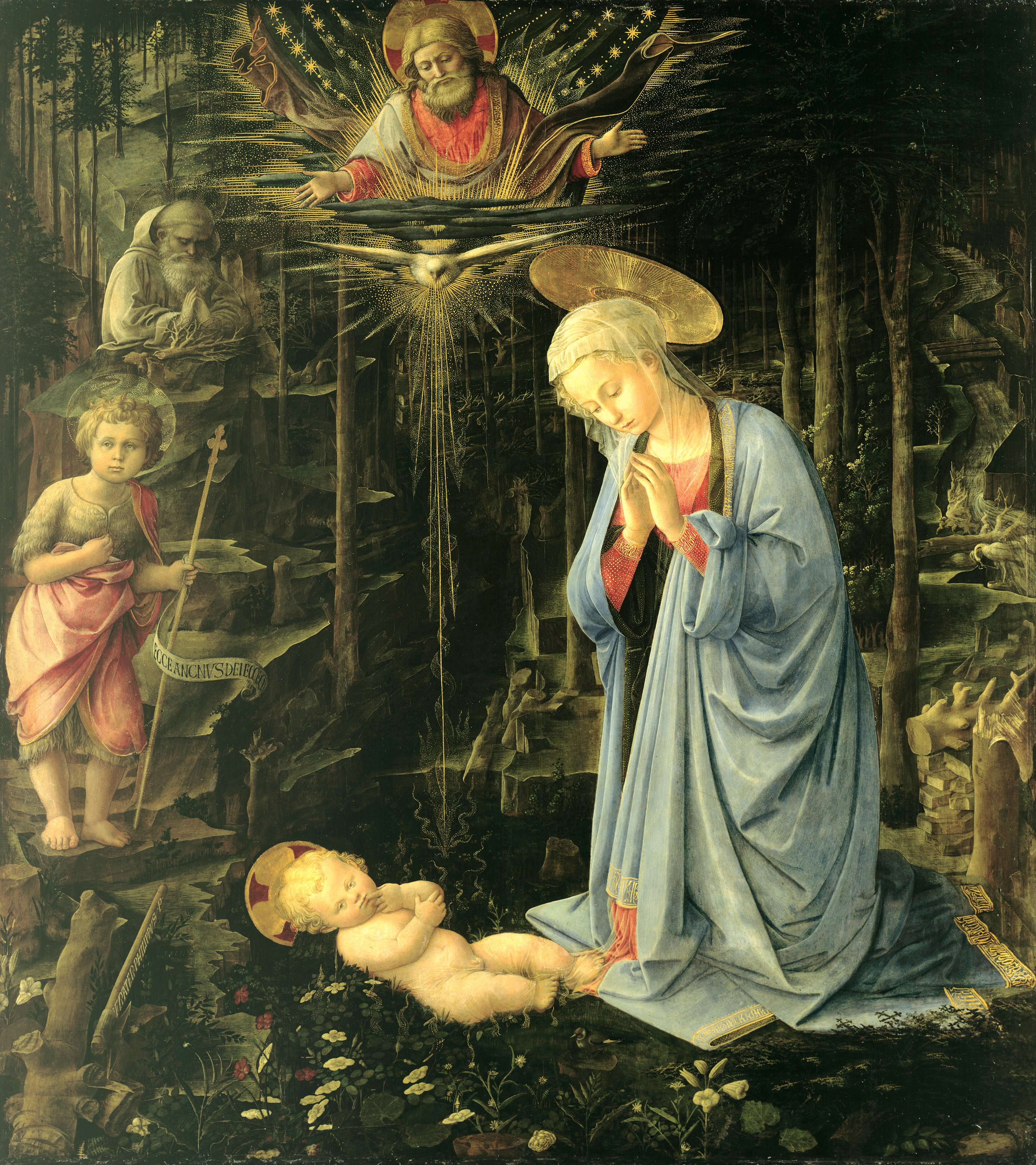
Adoration dans la forêt, 1459, Berlin, Gemäldegalerie.

### Œuvres après 1460
L'expression des sentiments est particulièrement visible dans le tableau Les Funérailles de saint Jérôme qui rappelle la force des personnalités et des expressions tels que les représentait Masaccio.
- Funérailles de saint Jérôme, 1460-1465, musée de l'œuvre du Dôme, Prato
- Couronnement de la Vierge, dit Triptyque Marsuppini, v. 1460, peinture sur bois, panneau central 170 × 95 cm, musées du Vatican, Rome
- Adoration de l'Enfant avec saint Vincent Ferrer, 1460-1465, panneau, 146 × 157 cm, musée du Palais prétorien[32] (avec Domenico di Zanobi)[34]
- Vierge à l'Enfant, 1465, tempera sur châtaignier, 76,3 × 54,2 cm, Alte Pinakothek, Munich
- Annonciation, vers 1466, détrempe sur bois, 132 × 126,3 cm, Corsham Court, Methuen Collection[22]
- Vie de la Vierge, 1467-1469, fresques, cathédrale de Spolète
- Vierge à l’Enfant, 1466-1469, palais Medici-Riccardi, Florence (peint sur les deux faces)

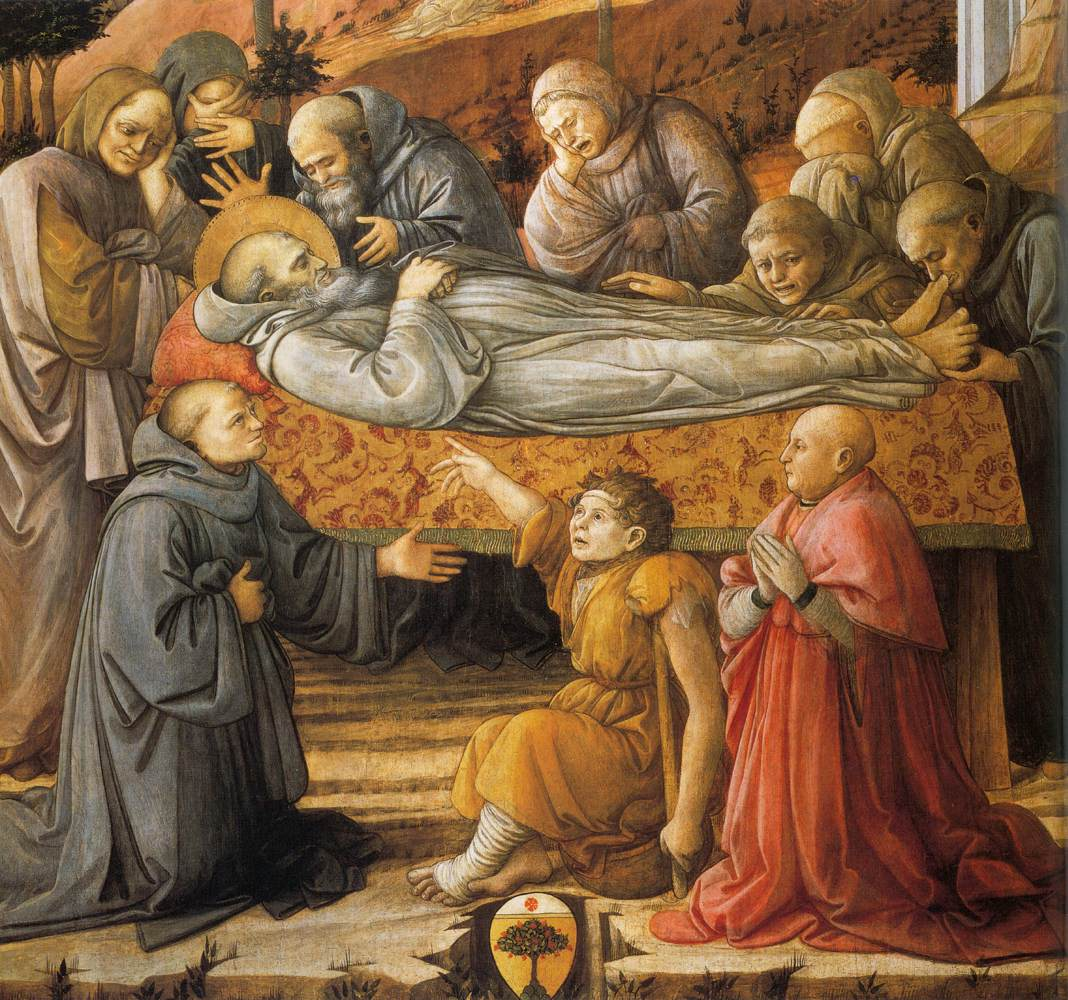
Funérailles de saint Jérôme, 1460-1465, Prato, musée du Dôme.
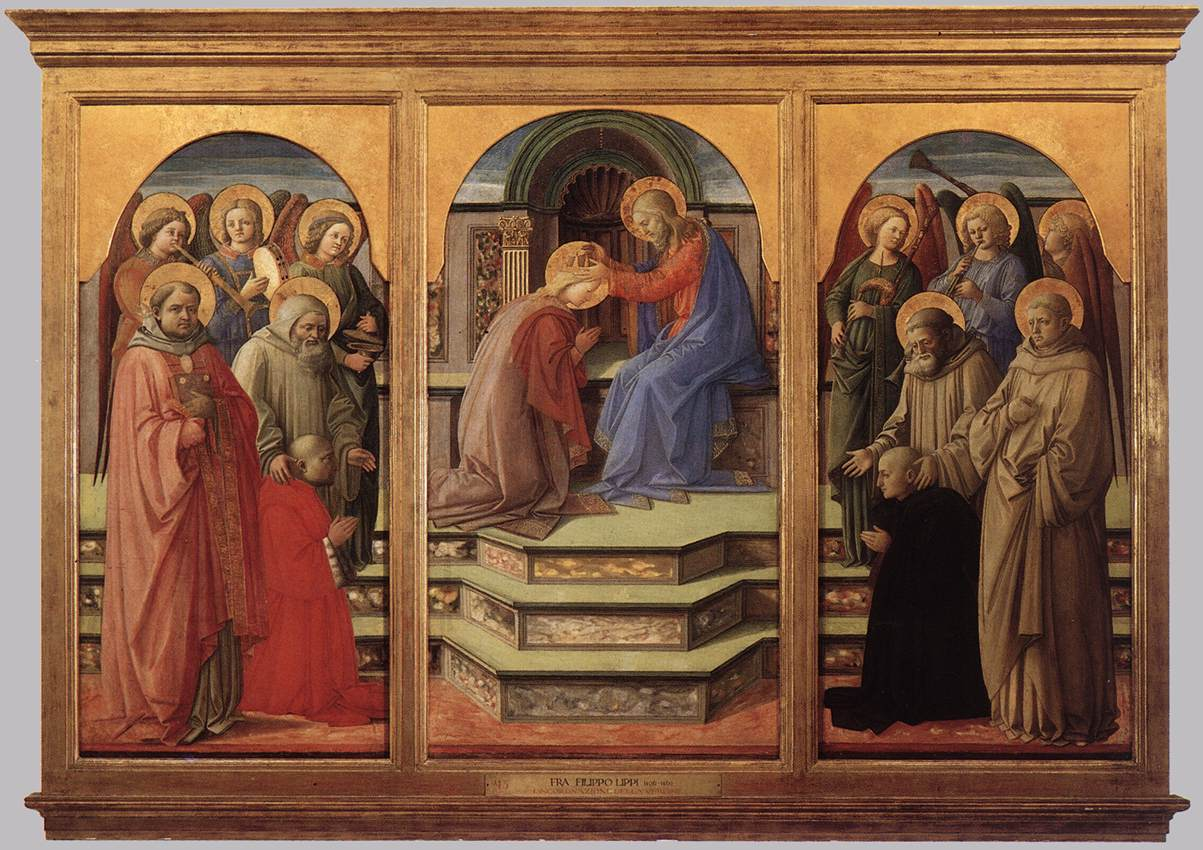
Triptyque Marsuppini, 1460, Rome, Musées du Vatican.
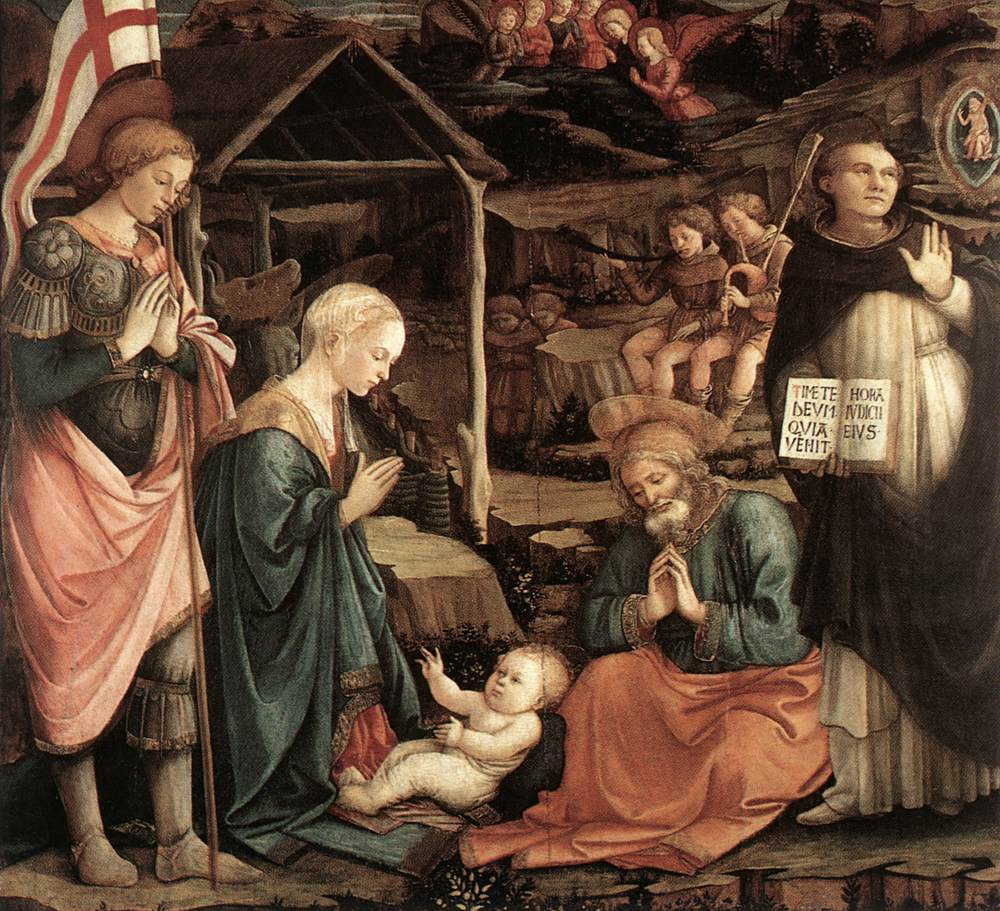
Adoration avec saints, 1460-1465, Prato, musée du Dôme.
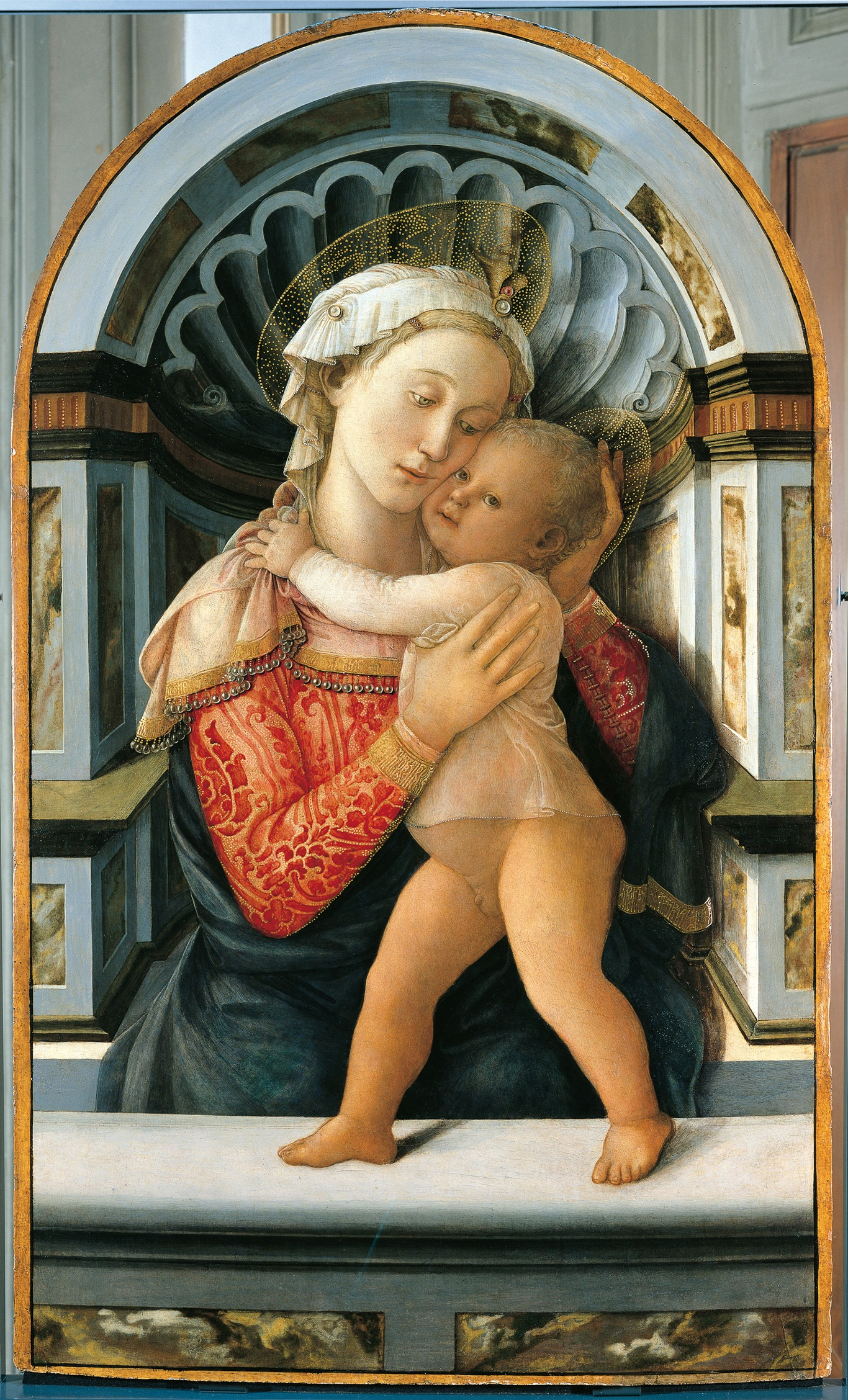
Vierge à l’Enfant, 1466-1469, face recto, Florence, palais Medici-Riccardi.
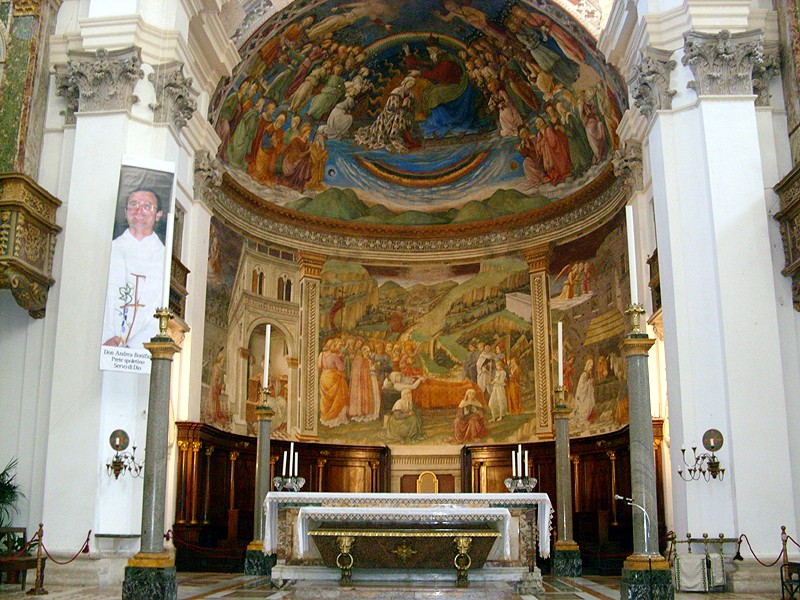
Fresques de Spolète.
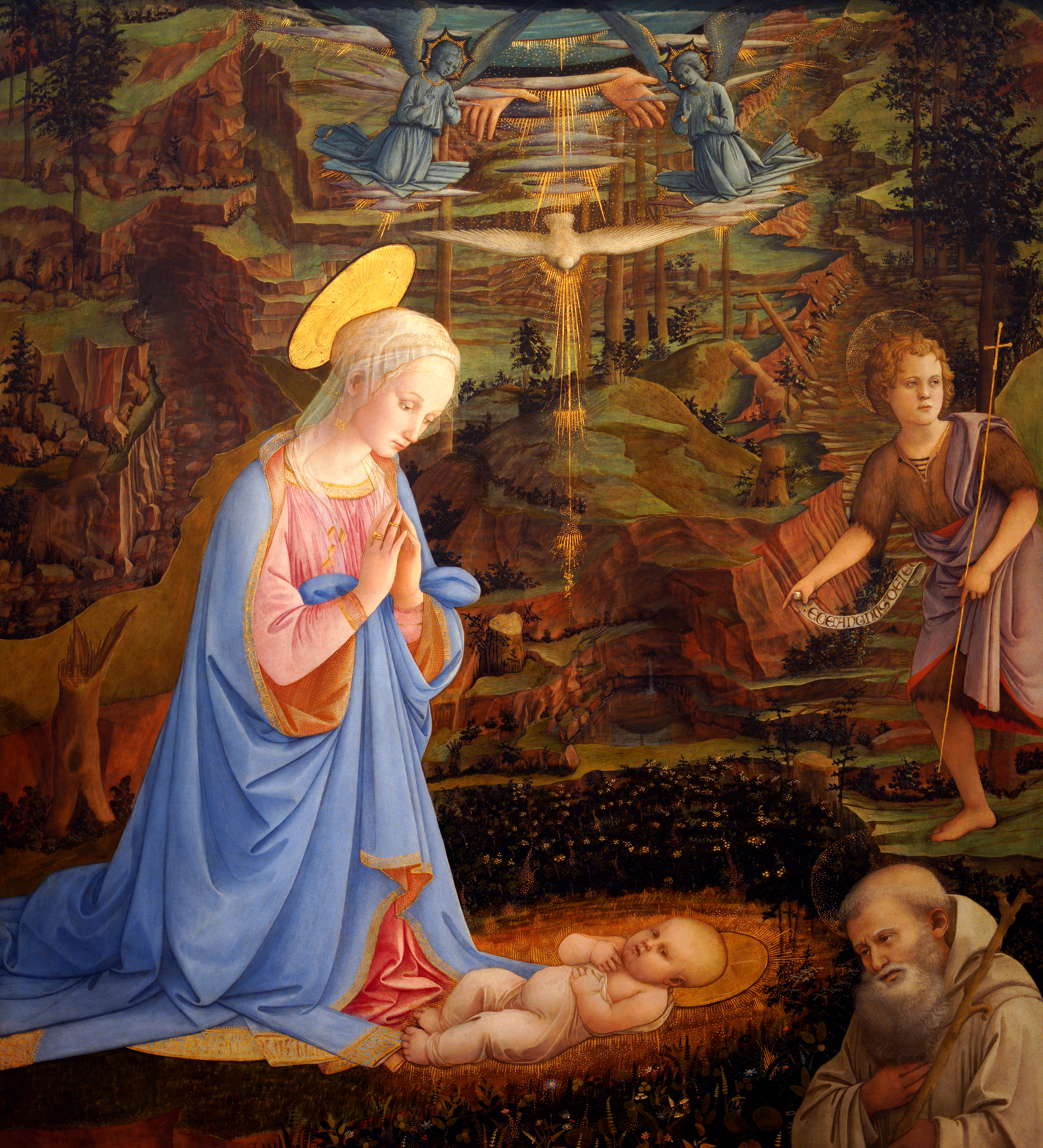
Autre tableau de Filippo Lippi avec une femme et une enfant, réalisé entre 1460 et 1465. Tempera sur bois conservé à la Galerie des Offices.

## Postérité

### Expositions
Une exposition de tableaux de Filippo et Filippino Lippi issus de la ville de Prato (provenant du musée municipal du palais Pretorio ainsi que d’autres institutions de la région de Prato) fut présentée à Paris au musée du Luxembourg, du 25 mars au 2 août 2009.

### Iconographie

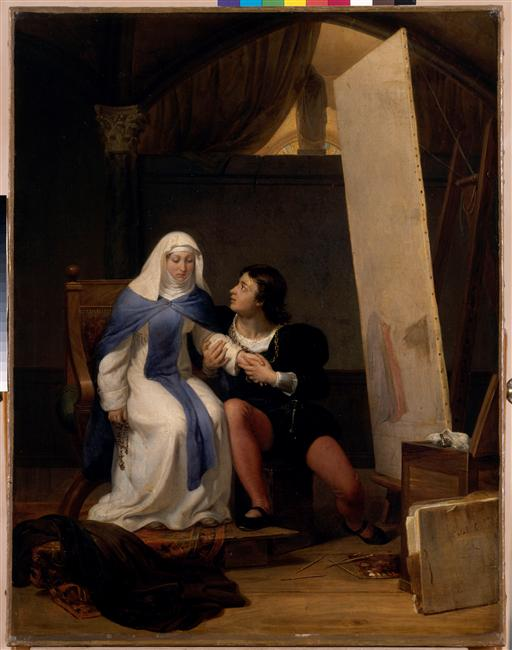
Paul Delaroche, Filippo Lippi et Lucrezia Buti (1822), Dijon, musée Magnin.
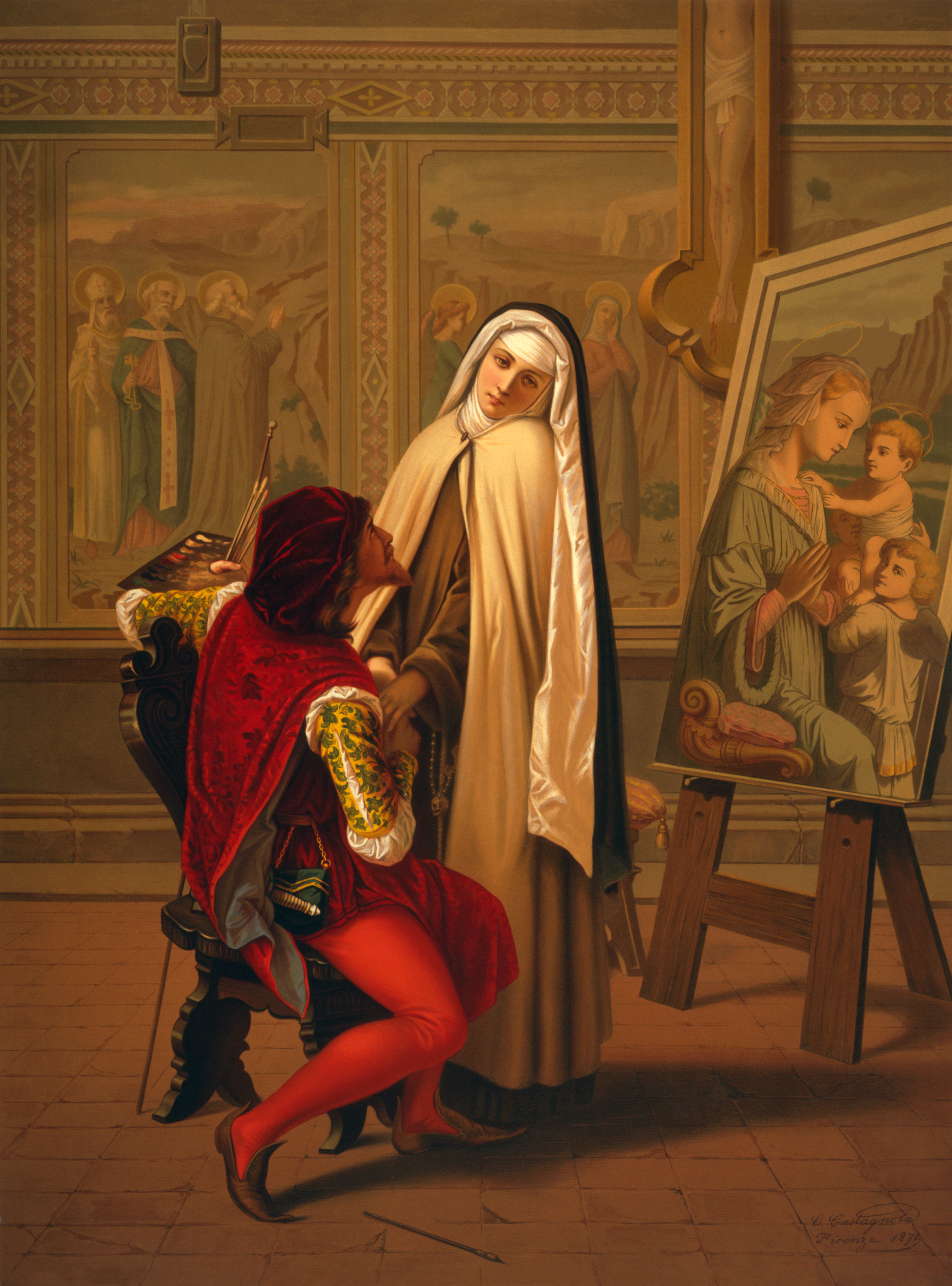
D'après Gabriele Castagnola, Amour ou Foi (1873), chromolithographie. Scène représentant la rencontre entre Filippo Lippi et Lucrezia Buti.